# Bagad
Cet article possède un paronyme, voir Bagdad.
Vous lisez un « article de qualité » labellisé en 2017.
Un bagad [baɡad] (en breton : [ˈbɑːɡat]) est un ensemble musical de type orchestre, inspiré à l'origine du pipe band écossais, interprétant des airs le plus souvent issus du répertoire traditionnel breton. Il est composé de trois pupitres : bombarde, cornemuse écossaise et percussions. Le pupitre percussions comporte toujours des caisses claires écossaises, complétées par diverses percussions non traditionnelles selon l'importance et l'identité musicale du groupe.
Il trouve son origine historique dans la tradition des sonneurs, populaires dans la Bretagne du XIXe siècle. Dès le début des années 1930, sur le modèle des pipe bands, des premières tentatives de regroupement de sonneurs dans un même ensemble sont menées par Hervé Le Menn au sein de la diaspora bretonne en région parisienne. Dans la seconde moitié des années 1940, Polig Monjarret est à l'origine de la relance du projet, voyant la création des premiers groupes entre 1946 et 1948. Dans les années 1950 et 1960 sont ensuite fixés les principaux traits, sur la forme comme sur le répertoire musical.
Les activités musicales de ce type de groupe peuvent comporter la participation au championnat national des bagadoù organisé chaque année par Sonerion, des concerts de musique bretonne et tous styles musicaux, ainsi que l'accompagnement sonore de groupes de danses bretonnes ou de fest-noz.

## Étymologie

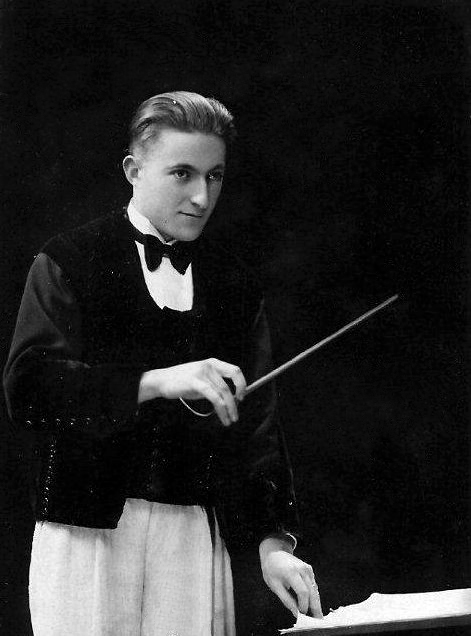
Jef Le Penven est le premier en avril 1950 à proposer l'utilisation de mot « bagad » seul pour désigner ce type de groupe.

Bagad signifie « groupe » en breton. Or, deux sens distincts peuvent être attribués au mot bagad en breton : l'un, féminin, qui désigne une « barquée » (car bag, bateau, est féminin en breton) et subit donc une mutation consonantique, tandis que l'autre, masculin, désigne un groupe, une troupe, un troupeau. On peut distinguer les deux termes en présence de l’article indéfini : ur vagad (une batelée) mais ur bagad (une troupe). Deux pluriels sont répertoriés. L'utilisation en français du pluriel breton bagadoù [baˈɡɑːdu] est la plus répandue, le « u » final perdant assez souvent son accent par erreur. Par ailleurs, les rectifications orthographiques du français en 1990 proposent que tous les mots d'emprunts suivent les règles habituelles du pluriel du français ; en appliquant celles-ci, bagad devient ainsi bagads.
Le premier mot utilisé pour désigner ces groupes est le mot « clique », apparu lors du premier championnat national des bagadoù en 1949. Le mot Band, en référence aux pipe bands, est aussi quelque temps usité, avant que le mot Bagad ne s'impose en 1950. Il est d'abord utilisé sous la forme Bagad-sonerion, puis seul. Le mot Kevrenn est aussi visible vers la fin des années 1940, désignant initialement à des ensembles administratifs regroupant plusieurs groupes de musiciens, mais étant parfois repris par les groupes eux-mêmes (comme à Auray, à Brest, ou encore à Rennes). Enfin, le mot Kerlenn est limité à un ensemble de Pontivy, dont les activités vont au-delà du périmètre habituel des bagadoù (théâtre…).
Jef Le Penven est le premier à proposer l'utilisation du mot bagad pour désigner ces ensembles. En avril 1950, il propose d'utiliser ce mot breton, alors que d'autres alternatives commencent à être utilisées, comme band ou clique. Le terme reçoit une forme d'officialisation en juillet de la même année par Dorig Le Voyer, qui confirme son utilisation dans Ar Soner, le journal de Bodadeg ar Sonerion.

## Histoire

### Contextes d'apparition

#### Situation des sonneurs bretons à la fin duXIXe

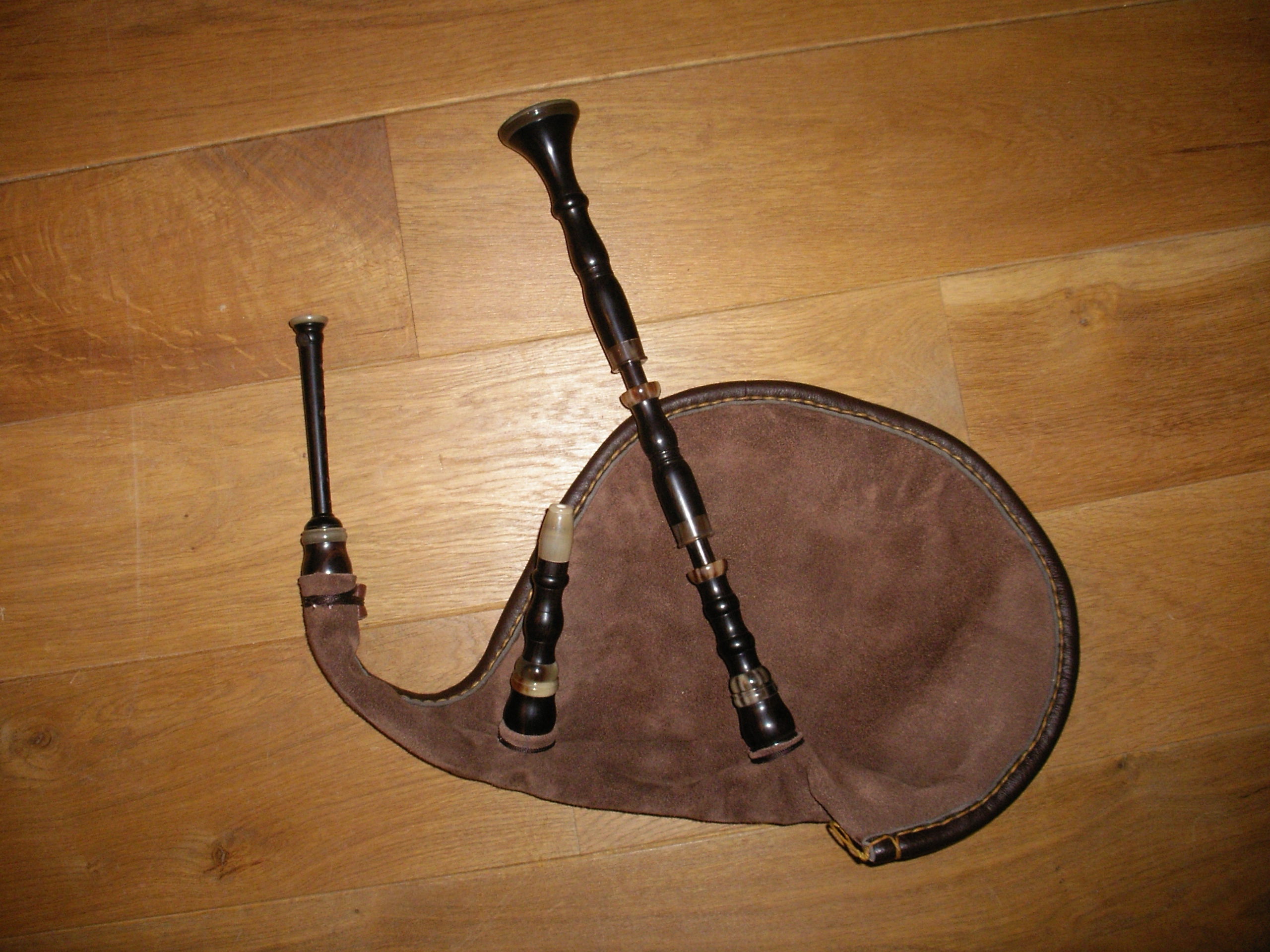
Biniou (biniou kozh) utilisé en Bretagne fin XIX, encore quelques utilisations locales.

La fin du XIXe siècle est une période d'apogée pour la musique instrumentale en Bretagne, le nombre de sonneurs atteignant son maximum, et les terroirs musicaux présentant une grande variété. La forme du couple biniou kozh-bombarde, parfois accompagné d'un tambour, connaît une forte expansion vers 1880-1890, et les groupes se comptent en centaines avant de connaître un début de reflux à partir des années 1920. Ils ne sont pas répartis de façon uniforme en Bretagne, et se concentrent au sud d'une ligne allant de Brest, à Moncontour, à Redon.
Le recours à ces musiciens se fait alors dans le cadre de grands travaux dans les champs, ou lors de noces, de façon à amener un peu de prestige à l'évènement. Ils interviennent aussi lors de fêtes religieuses comme les pardons, certaines fêtes calendaires, ainsi que lors de foires. L'armée, et notamment la marine française, ont aussi recours à leurs services pour soutenir le moral des troupes, comme lors de la Première Guerre mondiale. Si peu d'instrumentistes vivent de leurs activités, la plupart en ont une pratique amateur qui permet d'avoir une source de revenus d'appoint non négligeable,.
Les musiciens sont avant tout embauchés pour accompagner des danses. Celles qui sont pratiquées dans la société rurale bretonne, bien que très diverses dans leurs formes, relèvent de trois formes principales : les danses communautaires en rondes ou en chaînes, les danses à figures issues des contredanses, et les danses en couple. En plus de la bombarde et du biniou kozh, certains instruments jouissent d'une popularité plus locale et peuvent accompagner ou remplacer ceux-ci, comme la veuze autour de l'estuaire de la Loire, le violon en Haute-Bretagne, la vielle sur le littoral des Côtes-d'Armor, la clarinette de façon plus diffuse, ou encore l'accordéon.

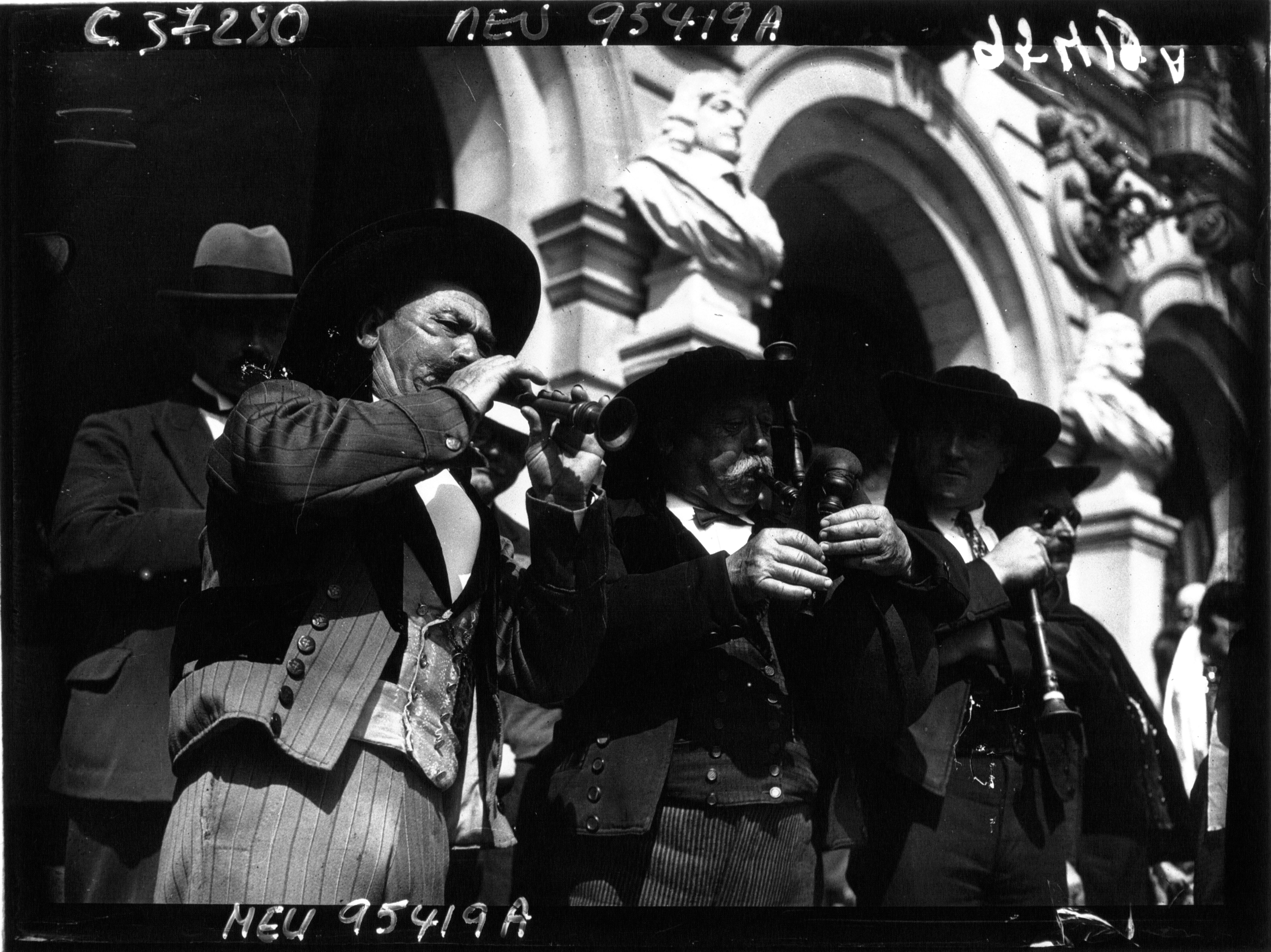
Concours de couples de sonneurs en 1932 à Vannes.

Les folkloristes commencent à s'intéresser à cette pratique à la fin du XIXe siècle, au premier chef Louis-Albert Bourgault-Ducoudray qui se met à recueillir des airs à partir de 1881. Un premier recueil d'airs est publié en 1897 par le colonel Bourgeois de Brest, et une première analyse scientifique de cette pratique est publiée en 1922 dans le bulletin de l'union régionaliste bretonne. À l'initiative de ces folkloristes ainsi que de régionalistes bretons, des concours commencent à être organisés à partir de 1881 et jusque dans les années 1930, essentiellement en Basse-Cornouaille et sur la côte du Vannetais ; les musiciens doivent sonner en costumes traditionnels bretons, et la journée de concours commence par un défilé regroupant l'ensemble des participants. À la suite de ces concours, des fêtes folkloriques et historiques se développent à partir de 1905 dans la région, fournissant un nouveau cadre d'expression à ces musiciens et permettant un essor citadin de cette musique, tant en Bretagne qu'en région parisienne qui accueille à l'époque une importante diaspora bretonne.

#### Essor des pipe-bands outre-Manche et acculturation dugreat highland bagpipe

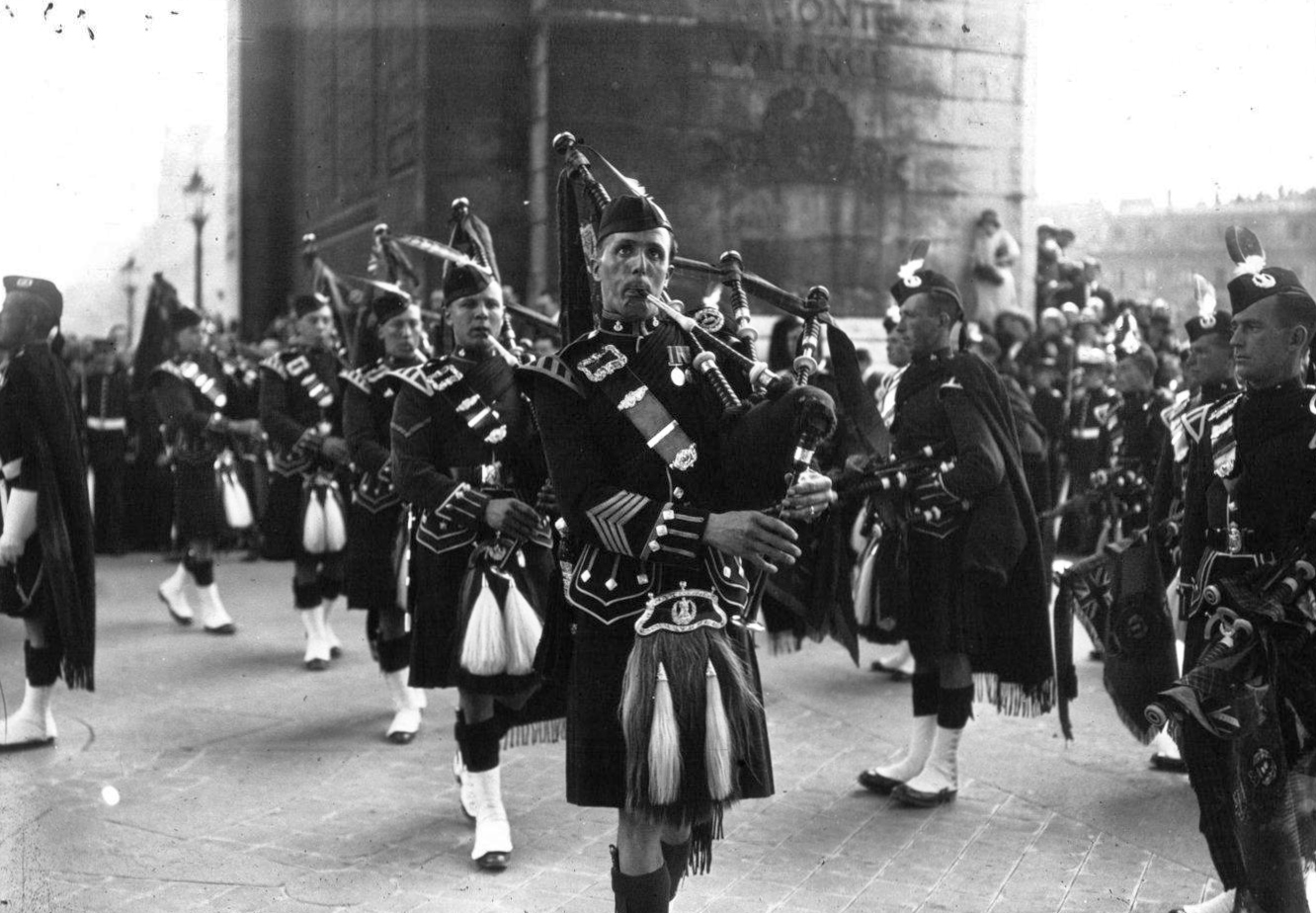
Pipe band militaire écossais défilant à Paris en 1925.

La forme du pipe band trouve son origine dans les années 1850 au Royaume-Uni. La reine Victoria autorise en 1854 des régiments de Highlanders à disposer, non de percussions comme c'est l'usage, mais de six joueurs de cornemuse par régiment pour mener la troupe, ceux-ci étant rétribués par l'État. Cette forme instrumentale se développe dans l'armée et dans les colonies de l'empire britannique où sont stationnées les troupes, avant de devenir une institution civile après la Première Guerre mondiale. La cornemuse utilisée par ces pipe bands est le Great Highland bagpipe, la plus grande des cornemuses écossaises, instrument présent dans cette région depuis le XIIe siècle ou XIIIe siècle et utilisé à l'origine par les solistes, et disposant avec le Pibroch d'un répertoire classique étendu.
Plusieurs personnalités du Mouvement breton entrent en contact dès la fin du XIXe siècle avec cet instrument et cette forme musicale. Le premier est l'auteur Charles Le Goffic qui en aurait acheté une vers 1890, puis par Anatole Le Braz qui a fourni une description de ce type d'ensemble en 1899 après en avoir vu jouer au pays de Galles lors d'un Gorsedd. L'instrument est utilisé par une petite poignée de sonneurs bretons au début du XXe siècle, et ne connaît pas de phénomène d'acculturation jusqu'à ce qu'un émigré breton à Paris, Hervé Le Menn, en achète un en 1928 et cherche à produire un groupe de musique bretonne similaire aux pipe bands.
Par ailleurs pendant la Première Guerre mondiale, des sonneurs bretons entrent en contact avec des pipe bands militaires écossais. Ainsi la rencontre en 1915 entre le 51e division d'infanterie des Highlands et le 116e régiment d'infanterie venant de Vannes et Morlaix donne lieu, du côté des Britanniques, à l'écriture de deux morceaux pour cornemuse, The 8th Argyll's farewell to the 116th Régiment de Ligne et Pipers of Bouzincourt.

#### Première tentative avec la Kenvreuriezh Ar Viniaouerien

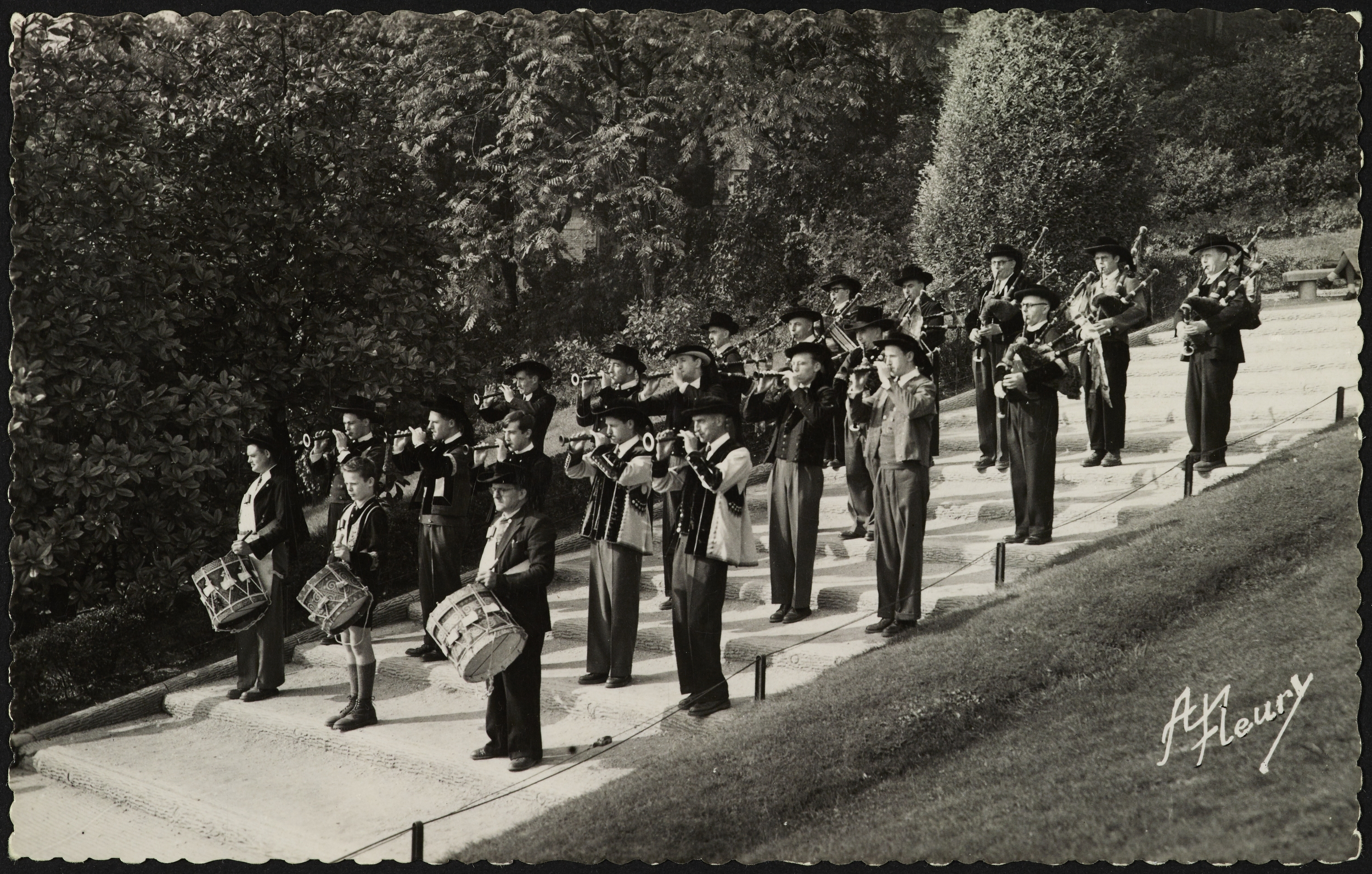
La Kenvreuriezh ar Viniaouerien à Paris.

Plusieurs Bretons émigrés à Paris, Hervé Le Menn, Dorig Le Voyer et Robert Audic, décident en 1932 de fonder la Kenvreuriezh ar Viniaouerien, ou confrérie des sonneurs, ensemble musical inspiré des pipe bands et regroupant cornemuses, bombardes et percussions. La KAV compte jusqu'à une trentaine de membres avant-guerre, et doit se procurer des instruments par plusieurs biais. Ils obtiennent plusieurs instruments écossais (cornemuses, percussions) grâce à un mécène et ils essaient de faire fabriquer des bombardes par un luthier parisien, mais sans que les modèles produits ne donnent satisfaction aux musiciens. Dorig Le Voyer se lance alors dans la fabrication d'instruments, et prend des décisions qui vont influencer durablement le mouvement : le Si {\displaystyle \flat } est choisi comme tonalité unique pour les bombardes, une échelle moderne pour les instruments est fixée et la veuze est mise à l'écart.
L'exemple parisien ne tarde pas à être connu en Bretagne et à y inspirer des musiciens bretons. En 1937, réunis à Plougastel lors du XXVIIe congrès du Bleun-Brug, des sonneurs forment le vœu de voir se créer une formation semblable en Bretagne. À Paris, l'accent ne tarde pas à être mis sur la formation de nouveaux musiciens, et Le Menn déclare vouloir voir s'ouvrir des écoles enseignant le biniou. La Seconde Guerre mondiale remet en question ces projets ; Dorig Le Voyer est démobilisé après les hostilités, et décide de s'établir à Rennes où il se rapproche du cercle celtique de Rennes.

### Les premières années de laBodadeg ar Sonerion

#### Genèse du projet pendant la seconde Guerre Mondiale
Le jeune Polig Monjarret, alors étudiant à Rennes, rencontre en 1940 Dorig Le Voyer et acquiert auprès de lui une bombarde après l'avoir entendu jouer au cercle celtique de Rennes. Ce dernier lui apprend les bases techniques de l'instrument en se rendant chez lui à Mordelles dans la région de Rennes, et ils forment rapidement un couple biniou-bombarde. Ils participent à différentes fêtes. Invité par Loeiz Ropars en mars 1942 à Locmaria-Berrien, Monjarret est confronté pour la première fois à la musique jouée par les sonneurs traditionnels, utilisant une gamme naturelle et transmise à l'écoute de musicien à musicien : il prend alors conscience des différences existant entre la musique classique qu'il connaît et la musique traditionnelle.
Avec Le Voyer, il commence alors à envisager la création d'une association regroupant les sonneurs de la région. En novembre 1942 il obtient les noms d'une soixantaine de sonneurs et tente de les contacter pour leur faire part de son projet, mais en raison de la guerre ne parvient à en rencontrer qu'un nombre limité. La Bodadeg ar Sonerion est effectivement créée en 1943 et officialise son existence à Rennes lors du quatrième congrès de l'Institut celtique de Bretagne le 23 mai 1943. Le développement de l'association doit composer avec les exigences matérielles de la guerre. Début juin 1944, celle-ci compte cependant 105 membres. Monjarret commence dès cette période à se concentrer sur la formation des futurs cadres des groupes, influencé par ses expériences chez les scouts. En septembre 1943 il organise ainsi un premier camp-école au château de Kerriou à Gouézec avec 23 élèves venus de tout le Finistère.

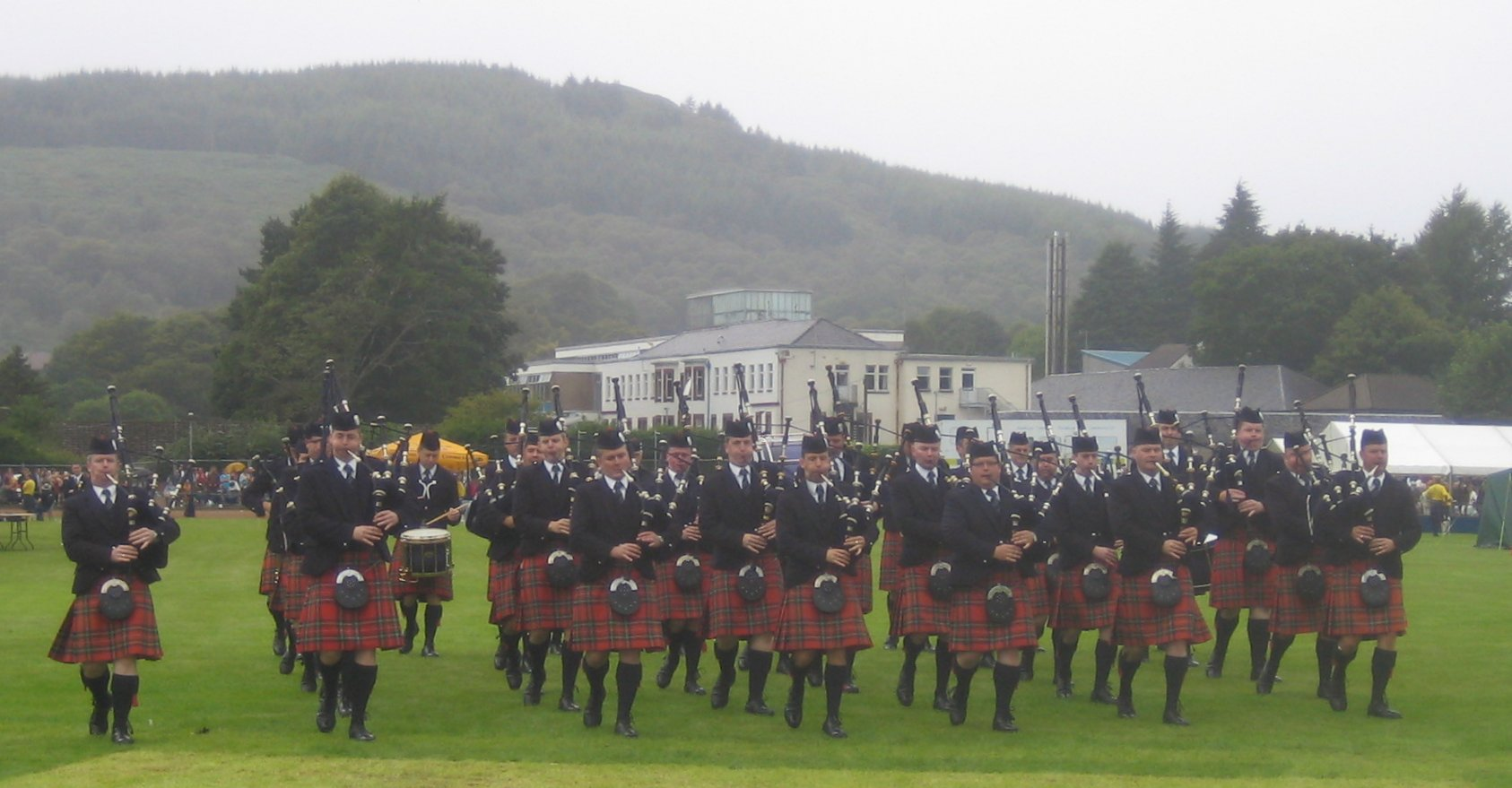
Le City Police Pipe Band de Glasgow rencontré par Polig Monjarret en 1947 sert d'inspiration pour la création des bagadoù.

La relance de l'association se fait dans un contexte compliqué, certaines composantes du mouvement breton ayant participé à la Collaboration. L'association est cependant déclarée conforme à la loi de 1901 sur les associations et enregistrée le 31 mars 1946. Monjarret écrit alors aux membres que l'association comptait pendant la guerre mais n'obtient qu'une vingtaine de réponses, ce qui n'empêche pas la Bodadeg ar Sonerion de se développer et de compter plus de 300 membres dès la fin de la même année. En 1947, lors d'un congrès du Sao Breiz pendant lequel Monjarret est invité à jouer, il voit se produire le City Police Pipe Band de Glasgow qui lui fait forte impression et dont il va plus tard s'inspirer pour la mise en place des bagadoù.

#### Développement des premiers groupes
Plusieurs ensembles de sonneurs se forment après-guerre, d'inspirations diverses et initialement sans liens entre eux. À Dinan, un groupe se structure en 1946 au sein du 71e régiment d'infanterie grâce à l'appui du commandant de la base : c'est un ancien des Forces françaises de l'intérieur qui a déjà eu l'occasion d'entendre jouer des pipe bands. À Brest, l'explosion de l'Ocean Liberty en juillet 1947 entraîne la création d'un groupe de sonneurs pour lever des fonds afin de venir en aide aux sinistrés ; ce groupe débouche plus tard sur la création de la Kevrenn Brest Sant Mark. Carhaix, où Polig Monjarret vient s'installer en novembre 1947, voit sous son impulsion la création de la Kevrenn Paotred An Hent-Houarn (ce qui signifie « les gars du chemin de fer » en français) qui rassemble des cheminots de la région,. Enfin à Rennes en 1948, une vingtaine de sonneurs venus de différentes villes de Bretagne se regroupe pour défiler et jouer ensemble lors d'une fête des provinces françaises.
Sous l'égide de la Bodadeg ar Sonerion se forment plusieurs groupes qui dépendent tous de ses statuts dans un premier temps, jusqu'à ce que celle-ci se transforme en fédération en 1958. Elle gère leur création comme leur dissolution, fixe le montant de leurs cachets, et organise les concours. Présidée par Dorig Le Voyer, Polig Monjarret en est toutefois l'homme fort. Le nombre de groupes connaît un développement exponentiel les premières années, passant de 2 en 1948 à 8 en 1951, puis à 29 en 1953 et à 47 en 1955. Ils sont souvent issus de structures préexistantes comme des écoles (Bagad ar Meilhoù Glaz créé en 1951 dans l'école de garçons du Moulin vert), des patronages laïcs (Kevrenn Brest Ar Flamm créée en 1949) ou religieux (Bagad Melinerion créé en 1952 par un prêtre de la cathédrale de Vannes), des troupes scoutes (Bagad Saint Patrick créé en 1952 par une troupe des scouts de France), ou des corporations de métiers (Kevrenn Alré créée en 1951 par des cheminots d'Auray). Le mouvement gagne dans un premier temps les grandes villes de Bretagne avant de toucher des centres de l'émigration bretonne comme Paris (Bagad Bleimor créé en 1949).

#### Fixation des principaux traits
Les bagadoù commencent lors des premières années de ce mouvement à se produire lors d'évènements bien définis comme les pardons ou les kermesses, ainsi que lors de fêtes folkloriques comme les Fêtes de Cornouaille. À ceux-ci, la Bodadeg ar Sonerion rajoute dès 1949 un concours rassemblant l'ensemble des groupes. Il se tient la première année à Quimper avant de déménager à Quimperlé les trois années suivantes (en prenant pour cadre le pardon de Toulfoën), puis de se fixer à Brest en 1953. Dès 1951, le nombre de concurrents oblige à scinder les groupes en trois catégories en fonction de leur niveau. Le bagad de Carhaix remporte les deux premières éditions, puis en 1951 Kemper et Kemperle remportent le titre à égalité. Ce dernier groupe est pénalisé lors des deux éditions suivantes en raison de son nombre trop élevé de musiciens; Kemper s'adjuge le titre en 1952 puis est battu lors des deux éditions suivantes par le bagad Koad-Serc'ho de Morlaix. Ce dernier fait la différence grâce à des batteries importées d'Écosse qu'il est le premier à utiliser, alors que les autres ensembles utilisent des tambours de fanfare de moins bonne qualité.
Le mot « bagad » est fixé en 1950 pour désigner ces groupes, et des nombres de musiciens minimum (entre 12 et 18) et maximum (entre 12 et 23) sont expérimentés entre 1949 et 1954. La question de l'équilibre entre les trois pupitres (cornemuse, bombarde, et percussion) se pose, certains voulant favoriser les cornemuses ou les bombardes, alors que d'autres tiennent à une égalité entre les instruments. De la même façon, plusieurs configurations sont testées les premières années pour structurer les marches lors des défilés.
Les airs sont à cette époque joués à l'unisson, les cornemuses assurant les réponses des phrases de bombardes (comme avant eux les couples de sonneurs), et les percussions accompagnant l'ensemble du morceau. Afin de s'assurer du caractère breton des airs, la Bodadeg ar Sonerion organise la collecte des airs. Jef Le Penven, qui dirige le comité de censure, les conserve ou les rejette, et ils sont par la suite publiés dans Ar Soner, la revue de l'association.

### Essor dans les années 1950 et 1960

#### Développement de la formation et limites de celle-ci
La formation des nouveaux musiciens se déroule essentiellement au sein de chaque bagad au début de cette période, les anciens enseignant aux plus jeunes. Les premières méthodes instrumentales sont publiées dès les années 1950 (1955 pour les bombardes par Jean L'Helgouach, 1954 pour les cornemuses par Émile Allain). Dans le même temps, la Bodadeg ar Sonerion, par le biais des airs imposés lors des concours, pousse les musiciens expérimentés à se perfectionner (ornementations et figures rythmiques de plus en plus complexes pour les cornemuses et les batteurs, et seconde octave systématique pour les bombardes). Cependant, les groupes sont peu nombreux à s'astreindre à cette formation régulière, ce qui cause la disparition de certains par manque de formation de nouveaux musiciens : ainsi, la Kevrenn de Rennes disparaît au début des années 1980 après avoir remporté plusieurs championnats.
En plus de ces formations locales, des stages de formation sont aussi organisés une fois par an par la BAS mais restent soumis au mode de fonctionnement hérité du scoutisme, et le travail technique n'est que peu poussé. Il faut attendre la fin des années 1950 et la création par Herri Léon d'un Scolaich Beg an Treis, inspiré du College of Piping qu'il a fréquenté en 1956 en Écosse, pour que la formation des cadres formateurs se perfectionne. L'accent y est mis sur la stricte maîtrise technique de l'instrument (inspirée du jeu écossais pour les cornemuses) ainsi que sur la musicologie, ce qui permet un extraordinaire développement technique des bagadoù selon des témoins de l'époque.
Des mesures sont aussi prises par la BAS pour que la formation et l'apprentissage des nouveaux morceaux passent par l'écrit (les airs imposés sont communiqués sur partitions), avec l'apprentissage du solfège, mais peu de groupes s'y soumettent. Les bagadoù ruraux continuent de reposer sur la transmission orale, et faute de musiciens capables de lire les partitions, ils doivent parfois recourir à une aide extérieure (curé du village, amis de sonneurs, etc.).

#### Des influences à mettre à profit mais à encadrer
Les cadres dirigeants de la BAS cherchent à mettre à profit certaines influences pouvant permettre de faire progresser le niveau des musiciens, mais sont plusieurs fois amenés à les limiter de façon à garder suffisamment d'autonomie.
Les pipe bands d'Écosse et d'Irlande sont bien connus des musiciens : ils sont régulièrement invités lors de congrès militaires ou de fêtes folkloriques régionales, et le passage d'un pipe band en ville crée de nouvelles vocations, ce qui a souvent un effet bénéfique sur le recrutement du bagad local. C'est également lors de ces visites que des Great Highland bagpipes sont achetées, pour se retrouver ensuite dans les bagadoù. L'existence de ces pipe bands sert de motivation pour les musiciens bretons, qui cherchent alors à égaler leur niveau technique (mais sans jamais se confronter effectivement à eux). La technique des cornemuses est copiée sur eux, et le jeu « à l’écossaise » se répand au milieu des années 1950 ; des airs sont aussi composés sur ce modèle, utilisant des éléments distinctifs comme une métrique à 6/8, 4 phrases, voire plus, ainsi qu'une profusion d'ornementations. Cette influence n'est pas sans critiques, et dès le début des années 1950 certains craignent que la musique bretonne y perde son âme. Les tensions sont fortes entre « pro » et « anti ». Le paroxysme est atteint en 1965 avec la création du pipe band An Ere ; les meilleurs sonneurs de cornemuse quittent leur bagad pour le rejoindre.
Les couples de sonneurs traditionnels sont une autre influence vis-à-vis de laquelle les bagadoù doivent se positionner. L'héritage est revendiqué par les cadres de la BAS, et elle relance cette forme musicale en créant un championnat annuel en 1957 à Gourin. C'est aussi d'eux que proviennent les instruments et une partie du répertoire, mais il devient difficile de concilier leurs styles avec un besoin de standardisation, et une opposition entre Anciens et Modernes apparaît. Un courant de pensée s'impose dans le courant des années 1950, voulant emprunter au répertoire tout en exploitant les possibilités orchestrales, et donc de ne pas se limiter à un « couple multiplié ». Dans les années 1960, certains ensembles comme le bagad bourbriac ou le bagad Bleimor continuent de se réclamer du jeu des sonneurs de couple, en s'opposant à Brest-Saint-Marc ou à la Kevrenn de Rennes, et c'est au cours de cette décennie et de la suivante que des groupes en recherche d'authenticité s'intéressent de nouveau à cette forme.

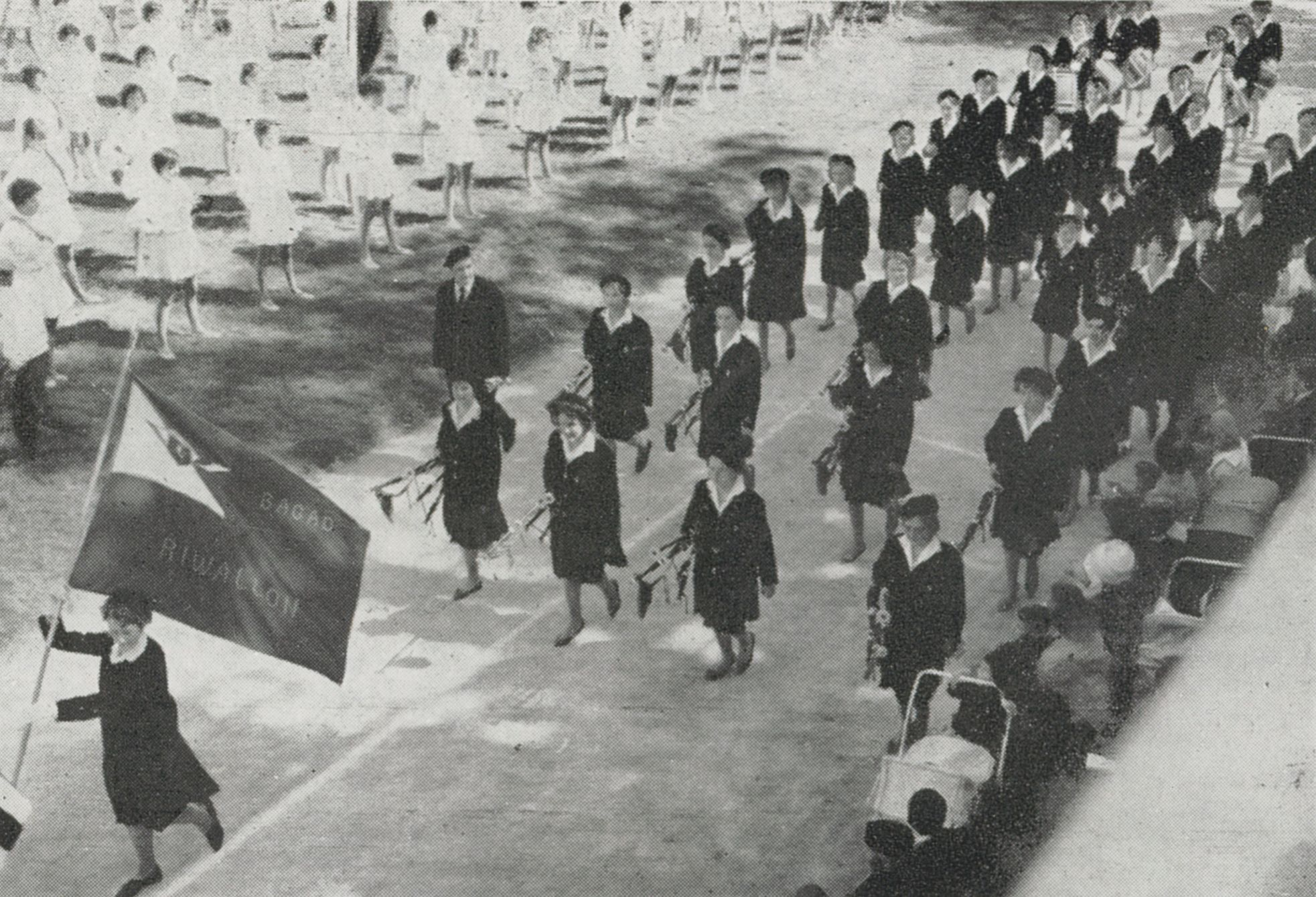
Bagad féminin Riwallon en 1962.

La dernière influence notable à l'époque est celle des fanfares et les orphéons, qui se sont implantés en Bretagne lors de la première moitié du XXe siècle. Autour de 1950, ils défilent souvent côte à côte, mais le développement des bagadoù leur fait concurrence, et les rapports entre musiciens de ces deux types d'ensemble n'est pas toujours bonne. Ces ensembles influencent cependant la façon de défiler des bagadoù les premières années, les percussions menant le groupe. C'est dans ce pupitre que l'influence des fanfares est la plus forte car les mêmes instruments y sont initialement utilisés. La BAS, pour contrecarrer ces influences, pousse à l'adoption d'instruments écossais (au timbre plus aigu et plus claquant) et de leur jeu, et parvient à ses fins dans les années 1960.

#### Émergence de plusieurs écoles stylistiques
Les bagadoù conquièrent leur autonomie vis-à-vis de la Bodadeg ar Sonerion pendant les années 1950 et deviennent des associations autonomes : dès lors, ils sont appelés à proposer des airs propres lors des concours. Ils commencent à se constituer des répertoires et à se forger une identité musicale. Par l'intermédiaire du magazine Ar Soner, les responsables des principaux bagadoù de première catégorie peuvent ainsi faire connaître à l'ensemble des autres groupes leur approche de la musique et leurs airs. Certains groupes jouent ainsi à l'époque un rôle majeur dans l'évolution de la musique jouée par les bagadoù.
La Kevrenn de Rennes dirigée par Jean L'Helgouach, premier prix d'alto du Conservatoire de Rennes en 1954, oriente ses créations vers la musique savante. Il y applique un enseignement technique poussé, notamment pour la bombarde, et publie en 1955 une méthode d'enseignement pour cet instrument qui est rapidement reprise par les autres ensembles. Selon lui, la progression technique des musiciens permet de jouer une musique plus variée et donc plus intéressante. Il fait de la bombarde l'instrument dominant, et y introduit des techniques de jeu issues du hautbois. Il est l'un des premiers à composer des airs polyphoniques, en introduisant la technique du contrepoint là où d'autres groupes s'orientent vers l'harmonie. Le groupe est cependant parfois critiqué à l'époque pour chercher à trop « singer » la musique classique.
La Kevrenn Brest Sant Mark, de son côté, voit se succéder à sa tête plusieurs directeurs musicaux qui vont influencer son style. De 1953 à 1957, l'accent est mis sur l'authenticité : les musiciens débutants apprennent le contexte culturel des airs en même temps que la façon de les jouer. Le bagad est aussi conçu comme un orchestre, et toutes ses possibilités polyphoniques sont explorées. À partir de 1957 et jusqu'en 1960, sous l'influence d'Herri Léon, le groupe connaît une période « écossomane » : de nouveaux instruments venus d'Écosse remplacent les anciens et les morceaux s'inspirent d'airs écossais, la bombarde étant reléguée au rang d'instrument secondaire. Cette orientation est cependant vivement critiquée au sein de la Bodadeg ar Sonerion qui y voit le risque d'une trop grande influence du modèle des pipe band.
Le bagad Bourbriac se singularise quant à lui par son ancrage rural, qui le rend plus proche des sonneurs de tradition. Ses compositions restent proches des airs locaux, y compris des airs chantés, et son registre comporte très peu d'airs récents contrairement à d'autres groupes. Le bagad reste à l'écart des innovations de l'époque, n'utilisant ni notation musicale, ni arrangements d'airs, ni ornementations en opposition aux techniques de jeu écossaises.
À côté de ces trois principaux groupes, d'autres ensembles comme le bagad Bleimor, la Kevrenn Brest Ar Flamm, ou encore le bagad Quic-en-Groigne, bien qu'ayant déjà un style particulier, n'exercent pas encore à l'époque autant d'influence que ces trois premiers groupes.

### Recherche d'un nouveau dynamisme dans les années 1970 et 80

#### Un modèle en crise dans l'après-mai 68

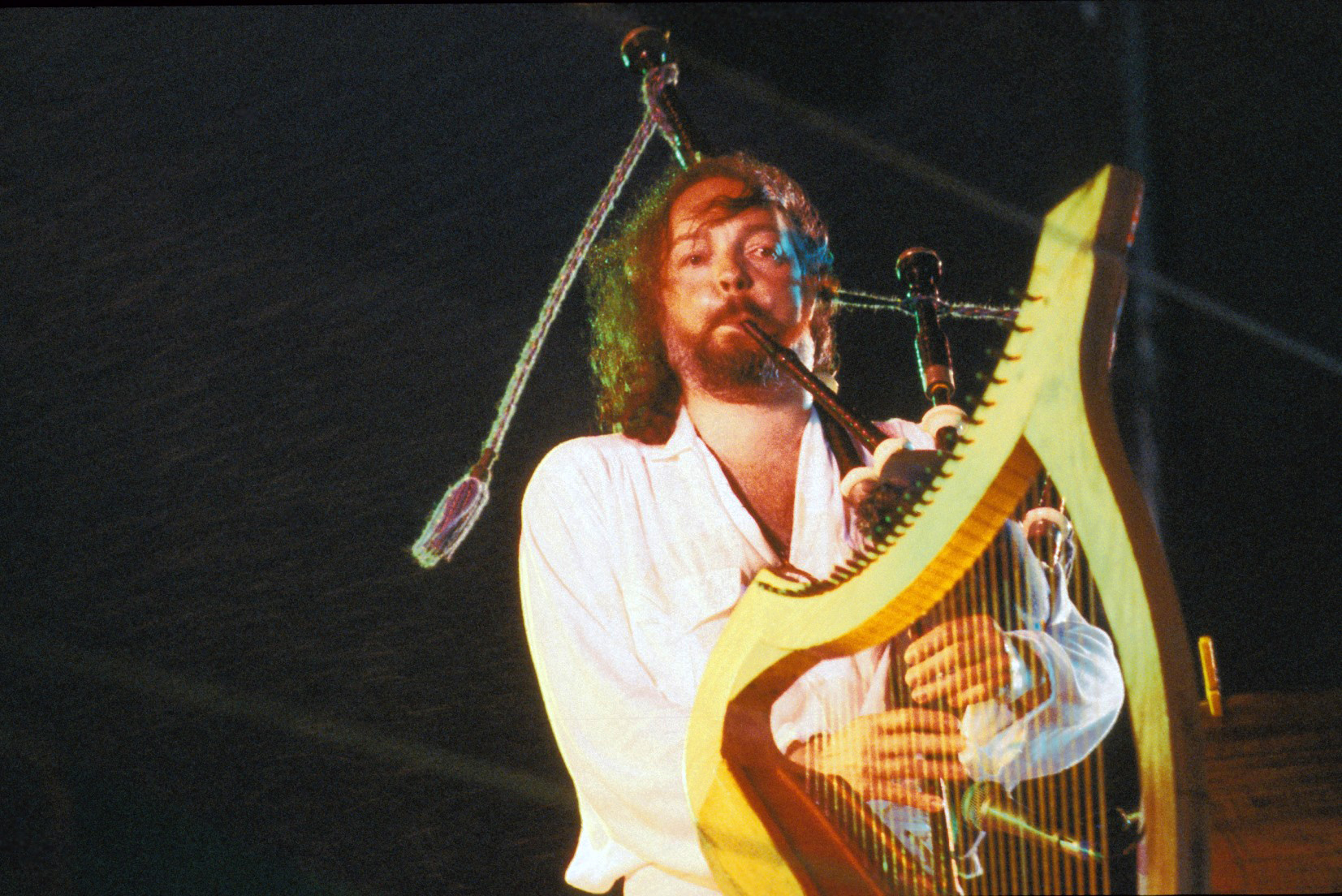
La popularité du folk d'Alan Stivell, issu du Bagad Bleimor, marque profondément l'histoire du mouvement.

La fin des années 1960 voit apparaître en Bretagne de nouvelles dynamiques culturelles qui remettent en question la position centrale de la BAS au sein de la musique bretonne. À partir de 1972, l'association Dastum est lancée avec comme but la collecte et la sauvegarde du patrimoine oral de la région, reprenant ainsi une partie sa mission. Musicalement, le succès d'Alan Stivell à l'Olympia la même année lance une vague de popularité de la musique folk, qui vient remettre en question le quasi-monopole des bagadoù sur la scène musicale bretonne. Nombre de joueurs de bombarde et de cornemuse commencent à délaisser les bagadoù pour aller jouer au sein de groupes de folk, plus populaires, et animer des festoù-noz.
Les organismes d'encadrement de la jeunesse, qui amenaient de nombreux jeunes vers ce type de groupe, sont aussi en crise après les évènements de mai 68 ; les bagadoù scolaires et de patronages périclitent et ceux qui survivent à cette époque, comme le Bagad ar Meilhoù Glaz, le font au prix d'un renouvellement de leurs recrutements.
Cette période de reflux est surtout sensible dans le domaine des concours. Le nombre des ensembles concernés connaît un creux qui dure une décennie, passant de 35 en 1967 à 14 en 1977. Ce n'est qu'en 1985 qu'un retour à 36 groupes est enregistré. Un écart qualitatif entre les groupes de haut de tableau et ceux de troisième catégorie se creuse, ce qui dissuade de nombreux bagadoù de participer. Le climat post-mai 68 est aussi propice à la remise en cause de leur fonctionnement. Plusieurs groupes critiquent le système de notation, et disent favoriser les aspects artistiques. C'est ainsi qu'après plusieurs années sabbatiques, la Kevrenn Brest Sant Mark qui avait dominé la compétition dans les années 1960 choisit de se retirer définitivement des concours,.

#### Institutionnalisation dans les années 1980
La signature de la charte culturelle bretonne en 1977 permet la création d'un conservatoire régional. La formation musicale en sort professionnalisée, et des institutions comme les conseils généraux des quatre départements bretons ainsi que le conseil régional de Bretagne apportent plus régulièrement des financements. Avec l'entrée de la musique bretonne dans les écoles de musique, un mouvement de reconnaissance culturelle s'opère. La musique de bagad s'affirme comme un genre musical à part entière.
La qualité musicale des groupes de bas de tableau commence à progresser sensiblement à la suite de la professionnalisation des enseignements. Une nouvelle vague de création de groupes est observée, avec par exemple le Bagad Brieg en 1978 ou le Bagad Cap Caval en 1984, dont certains connaissent une progression rapide. Les effectifs en concours recommencent à croître ; en 1983 une quatrième catégorie est créée pour désengorger la troisième, et la création d’une cinquième catégorie est envisagée dès le début des années 1990 pour la même raison.
La présence des groupes dans les médias régionaux comme Ouest-France ou Le Télégramme s'affirme à la même époque, et à partir de 1989 les bagadoù vainqueurs du championnat commencent à faire systématiquement la une de ces journaux.

### Les bagadoù actuels

#### Des collaborations musicales aux grandes scènes

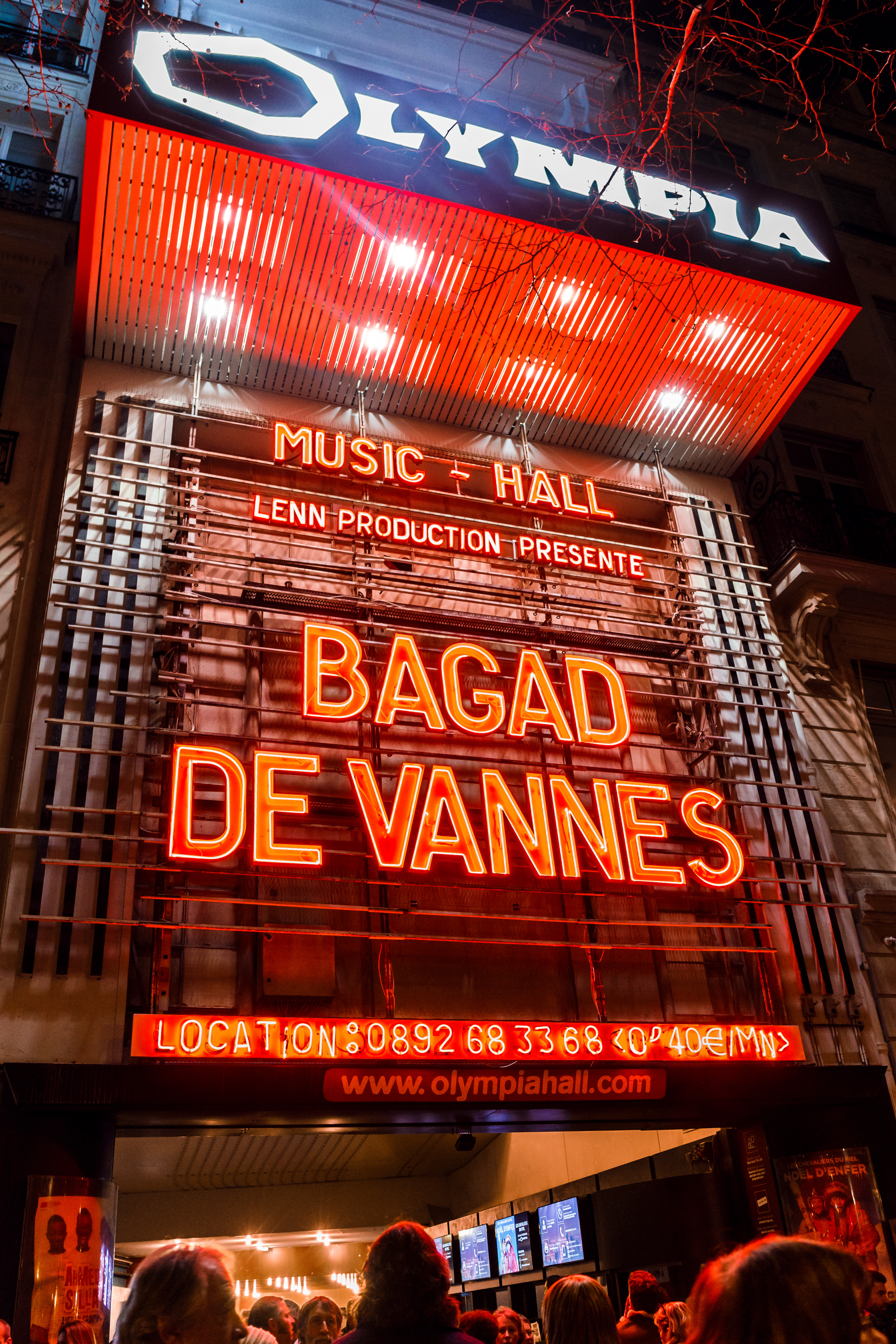
Des bagadoù commencent à se produire régulièrement dans des salles de concert. Ici le Bagad Melinerion de Vannes à l'Olympia en 2017.

Jusqu'aux années 1980, les bagadoù se présentent essentiellement lors de fêtes folkloriques estivales, lors de défilés ou de présentations de suites pour des concours. Dans les salles de concerts des villes où ont lieu ces fêtes, des concerts commencent à être organisés. À Lorient (festival interceltique), Quimper (festival de Cornouaille), puis à Brest (Le Quartz) ce genre de spectacles sur scènes voient le jour.
L'évolution semble réellement démarrer lorsque Alan Stivell compose sa Symphonie celtique en 1980 ; pour la première fois, un bagad entier est intégré à une œuvre scénique. Ce type d'intégration est poursuivie quelques années plus tard par le premier guitariste d'Alan Stivell, Dan Ar Braz, qui compose un Héritage des Celtes en 1993. Le Bagad Kemper tourne alors régulièrement pendant une dizaine d'années, parfois remplacé par la Kevrenn Alré. Cette expérience sert d'exemple à d'autres musiciens, qui intègrent alors des bagadoù entiers lors de concerts, ou aux bagadoù qui commencent à produire des œuvres destinées à être jouées lors de concerts en salles.
Des groupes commencent aussi à proposer leurs spectacles dans de grandes salles en dehors de Bretagne. Le Bagad Kemper se produit ainsi au Glasgow Royal Concert Hall à plusieurs reprises à partir de 2004,,, mais aussi à l'Olympia en 2011 et dans des Zéniths et à Bercy, lors de tournées comme la « Nuit de la Bretagne » en Fest-Rock avec Red Cardell de 2012 à 2014,. L'Olympia à Paris accueille d'autres bagadoù à la même époque, comme le Bagad de Lann-Bihoué en 2012 ou le Bagad Melinerion de Vannes en 2017. Des bagadoù participent également parfois à des manifestations panceltiques à l'étranger, comme le Bagad Kemper en Fest-Rock en 2014 au Festival d'Ortigueira dans les Asturies, ou comme plusieurs bagadoù à partir de 2008 lors du défilé de la fête de la Saint-Patrick à New York, ainsi qu'à Dublin.

#### Confrontations face aux pipe bands
À partir des années 1990, plusieurs bagadoù évoluant à haut niveau en France commencent à vouloir se confronter musicalement aux pipe bands lors du championnat du monde de pipe band qui se tient tous les ans à Glasgow en Écosse. Le premier est le Bagad Kemper en 1992, qui est exceptionnellement autorisé à concourir directement en Grade I sans passer par des qualifications les années précédentes. Il se classe alors aux environs de la 18e place de première catégorie, mais ne reconduit pas l'expérience,
Un concours de pipe bands est créé par le festival interceltique de Lorient en 1989, auquel participent dès le début des bagadoù.

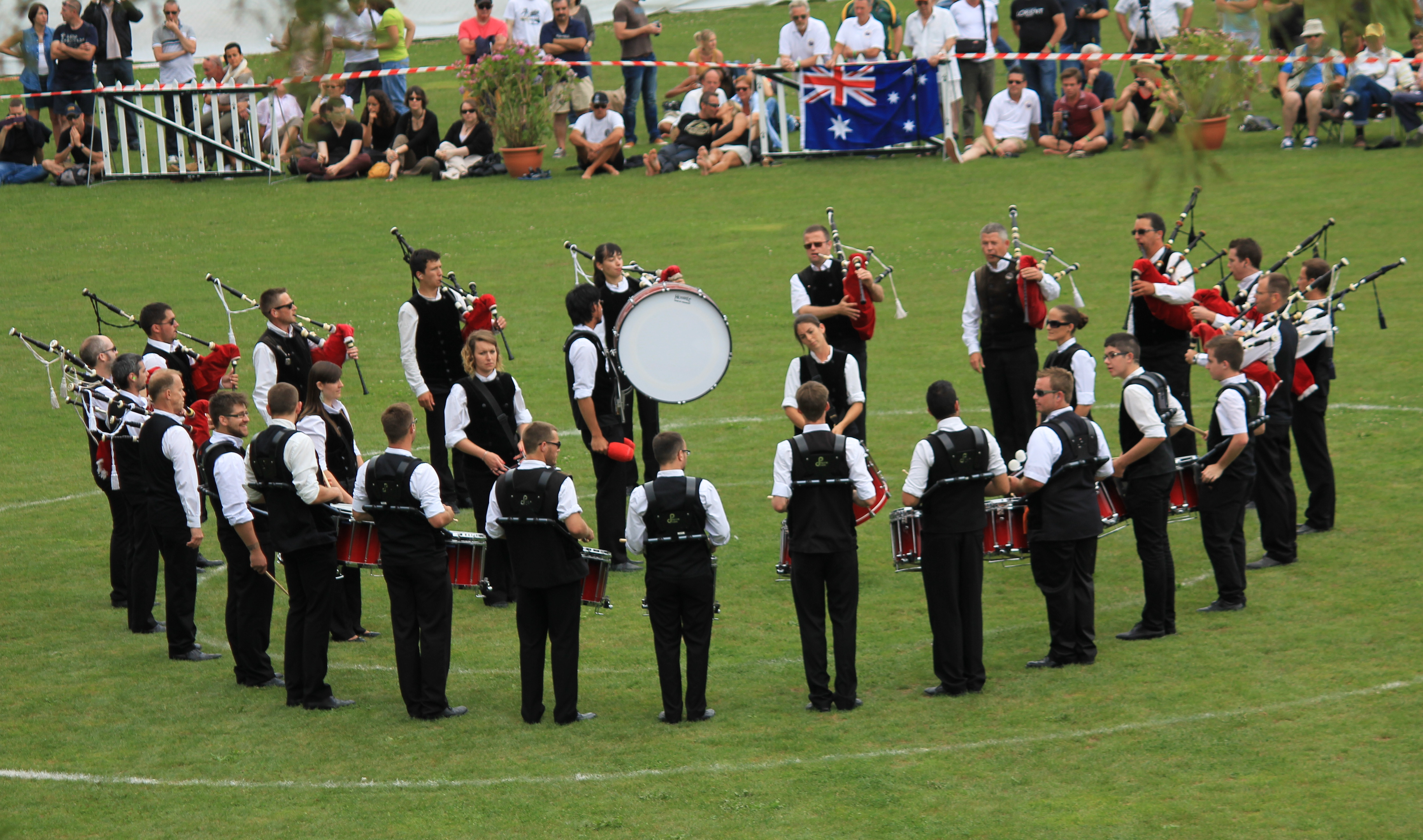
Le bagad Cap Caval, ici en formation de pipe band, est le premier bagad à se hisser en Grade I lors des Championnats du monde de pipe band.

Le premier ensemble à participer régulièrement aux championnats du monde de pipe band est le bagad Cap Caval, qui en 1996 commence à concourir en Grade III, et progresse régulièrement jusqu'à être promu dans l'élite en Grade I en 2008 après avoir remporté la compétition en Grade II la même année. Le Bagad Brieg lui emboîte le pas à partir de 2001 en concourant dès ses débuts en Grade II, et en remportant le titre dans cette catégorie en 2014.
Dans le même temps, des musiciens issus des bagadoù s'illustrent dans des pipe bands anglo-saxons. Le premier à remporter les championnats du monde en Grade I est Charles Noin en 2007 avec les Irlandais du Field Marshal Montgomery Pipe Band, suivi par Xavier Boderiou en 2009 avec les Canadiens du Simon Fraser University Pipe Band.

## Structures

### La Bodadeg ar Sonerion
Une association est créée en 1943 pour assurer la promotion des bagadoù, la Bodadeg ar Sonerion. Ses statuts sont déposés en 1946 en préfecture de Rennes, et elle prend la forme d'une association type loi de 1901. La plupart des groupes y sont depuis affiliés. Son siège se trouve à Ploemeur dans le Morbihan, au Centre Amzer Nevez ; il se charge de la gestion administrative et de l'organisation générale de l'association. L'actuel président de Sonerion est André Queffélec et sa directrice est Vonick Fraval depuis 2012. L'association compte aussi cinq fédérations départementales qui couvrent la surface de la Bretagne historique, ainsi qu'une fédération « Divroet » qui regroupe les ensembles situés en dehors de la Bretagne. Celles-ci fédèrent près de 135 associations en 2015.
L'association prend en charge plusieurs activités. Son école de musique est active à l'échelle de la région, et assure la formation de plus de 4 000 élèves en 2015. Ces enseignements sont assurés par une quarantaine d'enseignants professionnels, ainsi que par des bénévoles. Elle organise par ailleurs sur une base annuelle le championnat national des bagadoù.

### Fonctionnement interne d'un bagad
Les groupes comptent un nombre de membres variable. Les associations les plus importantes peuvent compter plus d'une centaine d'adhérents.
Les musiciens sont alors répartis entre un groupe principal, un groupe école secondaire ou bagadig, et parfois une école de musique pour les musiciens débutants.
L'activité annuelle d'un groupe commence le plus souvent en septembre. La préparation des concours rythme l'activité du groupe, la première épreuve se déroulant en février. Un à deux mois sont consacrés à l'écriture des partitions, puis les pupitres pratiquent les suites indépendamment les uns des autres, avant de procéder à une mise en commun. Les suites prêtes dès le mois de novembre sont ainsi travaillées à partir de cette date, et les répétitions comptant l'ensemble du groupe commencent au mois de janvier. Le même programme se répète pour la seconde manche, qui a lieu au mois d'août. En plus de cette activité liée au concours, les groupes peuvent compter plus d'une dizaine de sorties annuelles en Bretagne, dans le reste de la France, ou à l'étranger.
La formation musicale des élèves a lieu au sein de l'association, et est effectuée par des moniteurs professionnels de la Bodadeg ar Sonerion ainsi que par des musiciens du groupe. L'objectif est d'intégrer rapidement les élèves dans le bagadid, parfois dès la première année. Ces groupes peuvent participer à un concours annuel, tous les mois de juillet à Carhaix.
Le financement des groupes repose sur plusieurs sources. En plus des cotisations et des cachets perçus lors de représentations, certains groupes peuvent par ailleurs compter sur la vente de disques, mais aussi sur des financements municipaux. Les mairies mettent à disposition des locaux pour les groupes, de manière qu'ils puissent pratiquer.

### Pupitres
Le bagad est dirigé par un penn-soner (littéralement « sonneur en chef » en breton). Les différents pupitres sont dirigés par un penn-talabarder pour les bombardes, un penn-biniaouer pour les cornemuses et un penn-tabouliner pour les percussions.
Le pupitre des cornemuses peut être composé de plusieurs types d'instruments. Si les biniou kozh sont initialement utilisés, l'influence de Dorig Le Voyer pousse les groupes à adopter un instrument, le binioù nevez ou « nouvelle cornemuse » plus proche des modèles écossais. Cependant, la qualité de cette dernière est jugée moindre par de nombreux musiciens, et la grande cornemuse écossaise s'impose dès le milieu des années 1950. En 2017, l'association Bodadeg ar Sonerion impose l'usage d'un minimum de cinq joueurs de cornemuses écossaises par groupe lors des concours, quelle que soit la tonalité de la cornemuse, et autorise l'usage de biniou kozh et de veuzes sans limite de temps de jeu, ou d'instrumentistes.

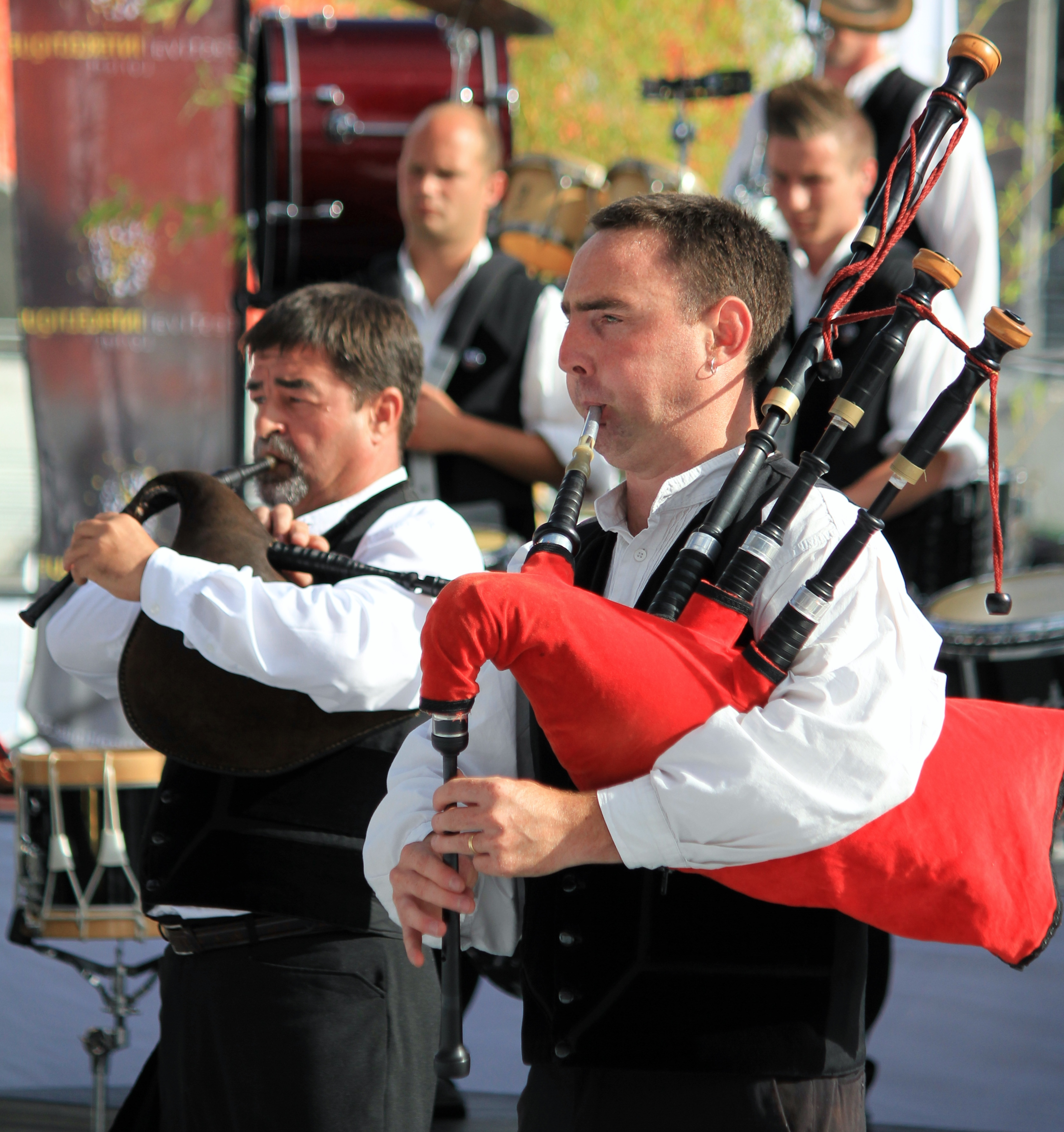
Grande cornemuse écossaise.
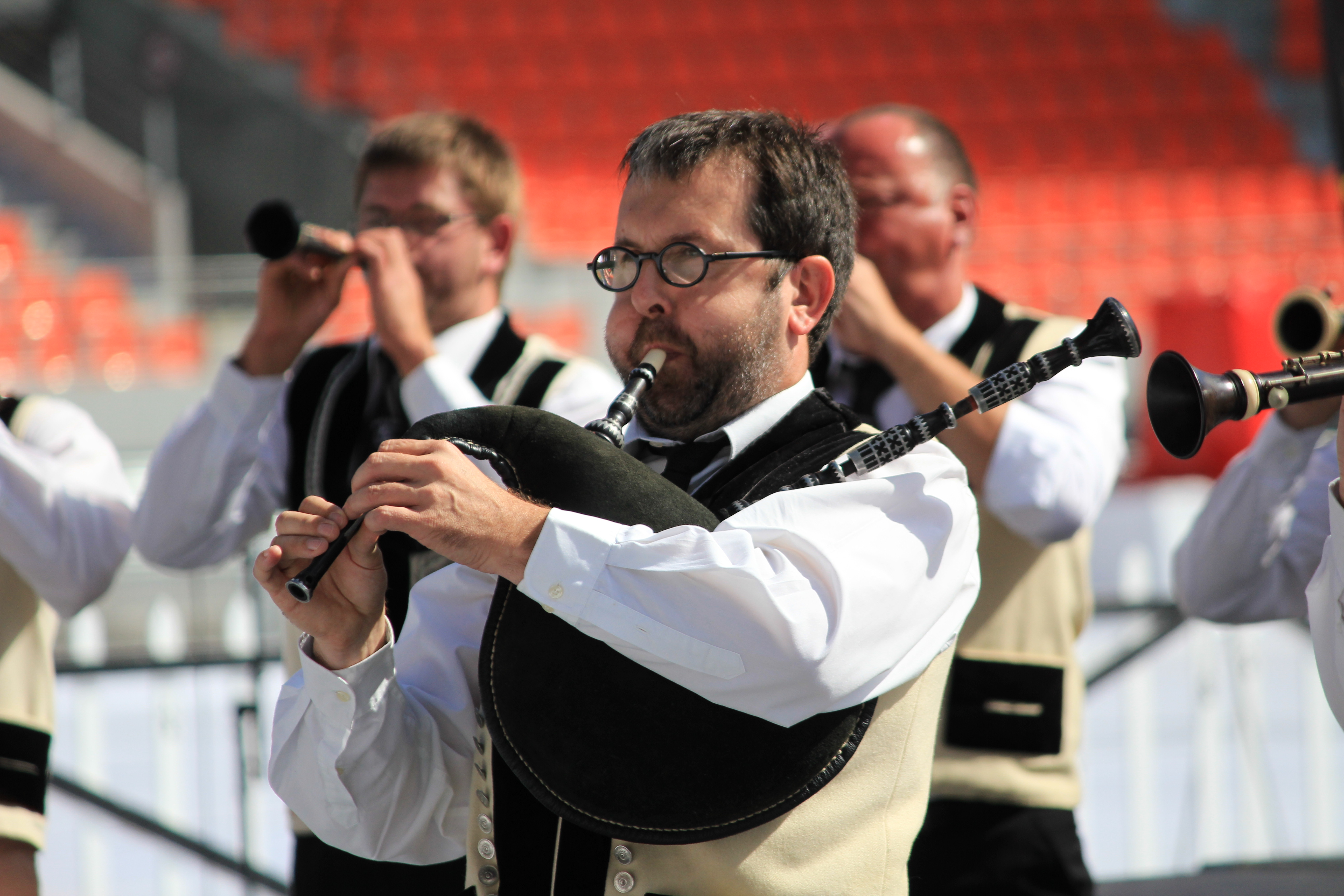
Biniou kozh.
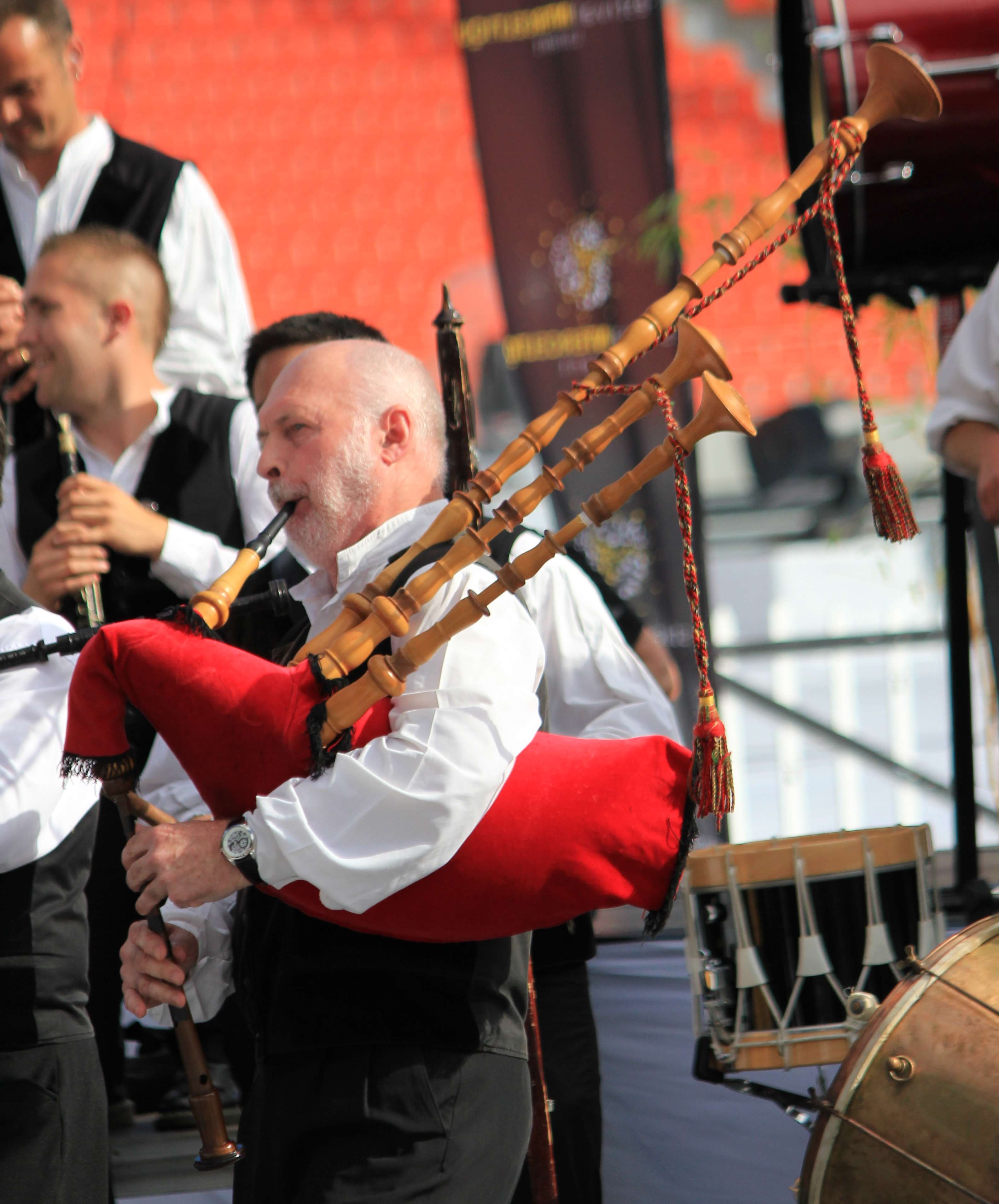
Cornemuse en Sol {\displaystyle \flat } mineur de la Kevrenn Alré[119].
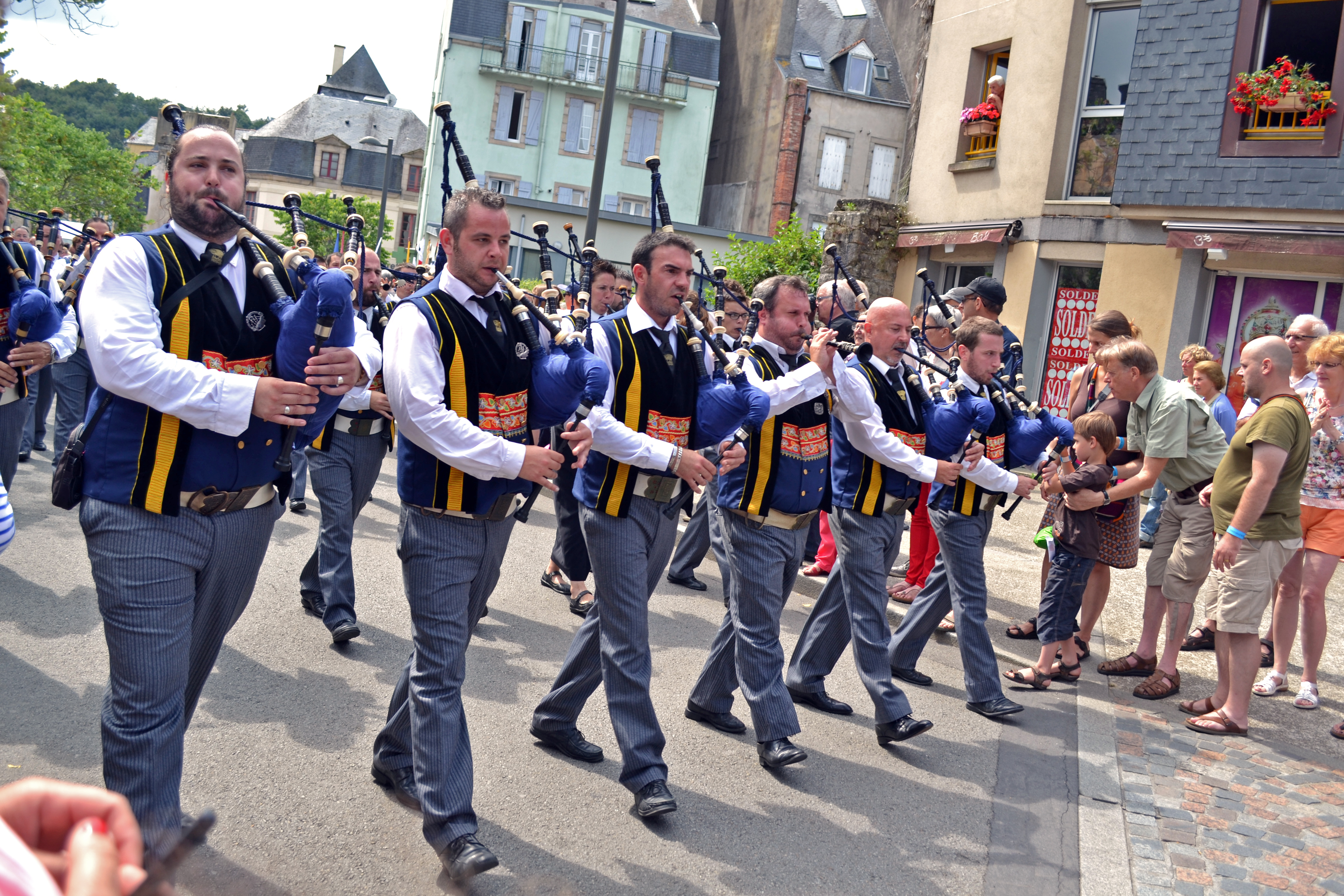
Cornemuses lors d'un défilé.

La forme du pupitre des percussions connait aussi une évolution notable. Lors des années 1950, les groupes utilisent fréquemment des ensembles hétéroclites de caisses claires de jazz ou des caisses roulantes de fanfares. Par les mêmes réseaux que les grandes cornemuses sont importées en Bretagne, des caisses claires écossaises sont adoptées par les groupes bretons dès les années 1950, et s'imposent comme standard. En 2017, l'association Bodadeg ar Sonerion impose l'usage d'un minimum de deux caisses claires, d'un ténor, et d'une basse. Les percussions supplémentaires sont autorisées, mais limitées en nombre. L'usage de rototoms, de cloches tubulaires ou de gong est parfois relevé lors des concours.

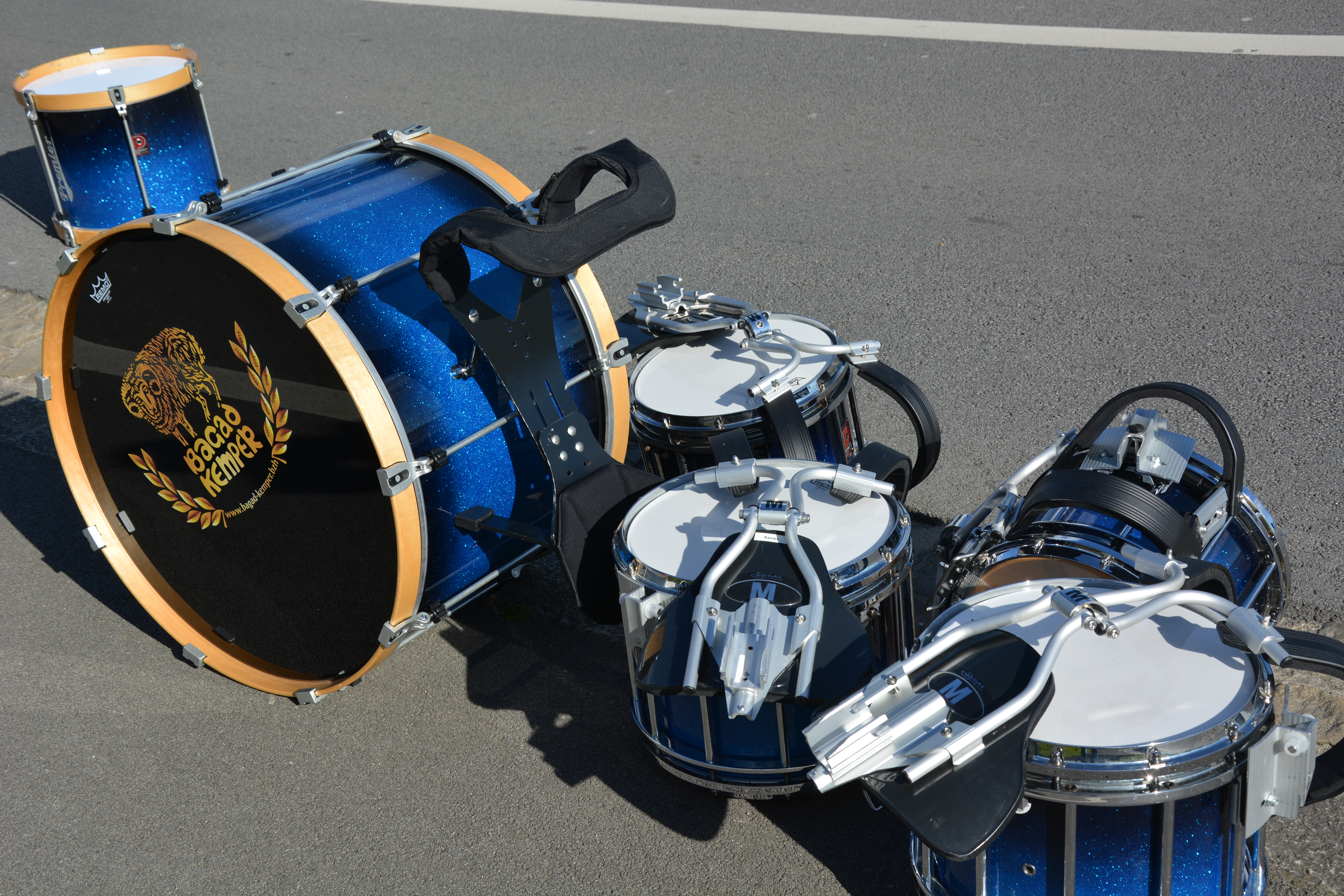
Caisses claires, ténor, et basse du Bagad Kemper.
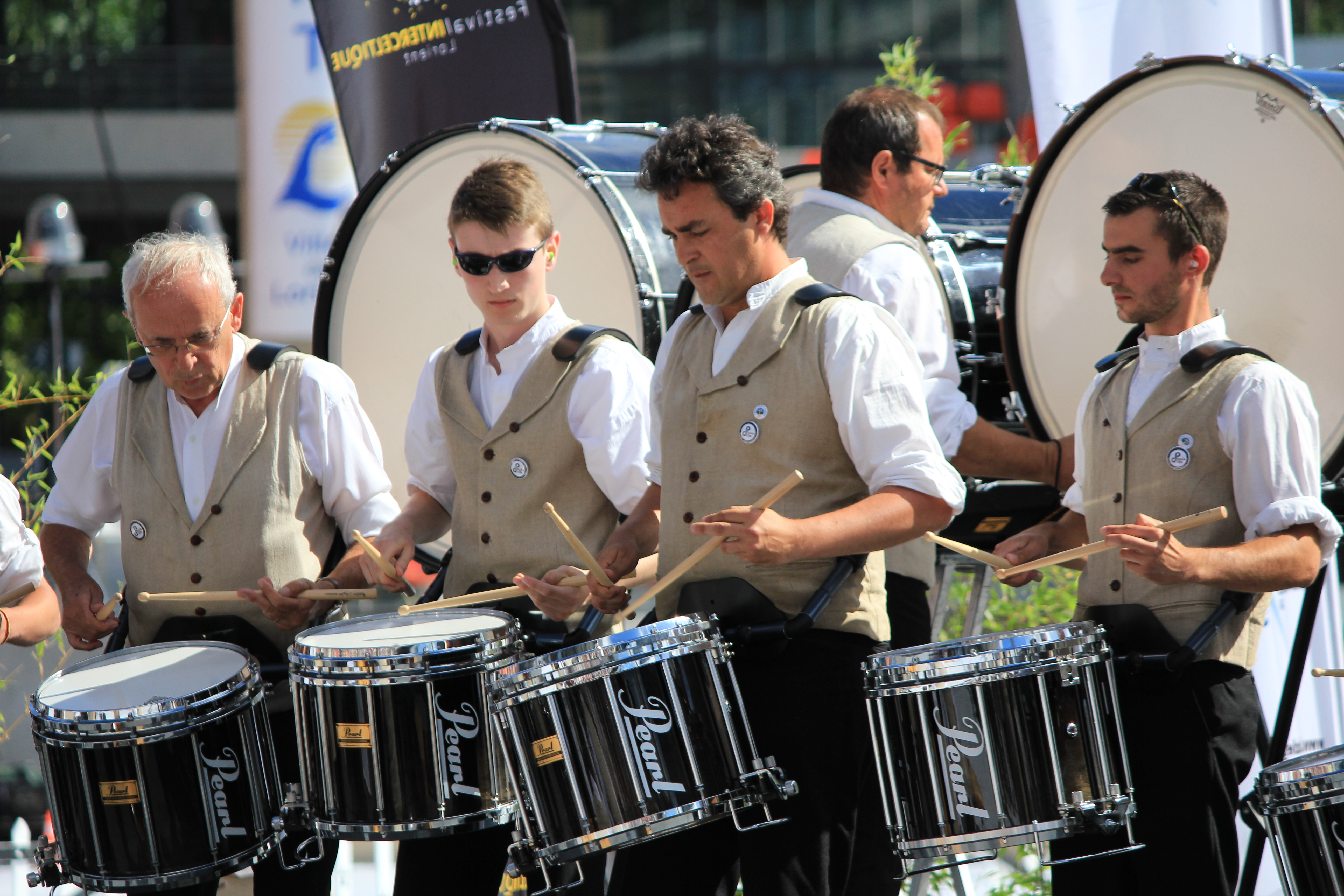
Pupitre de percussions lors d'un concours.
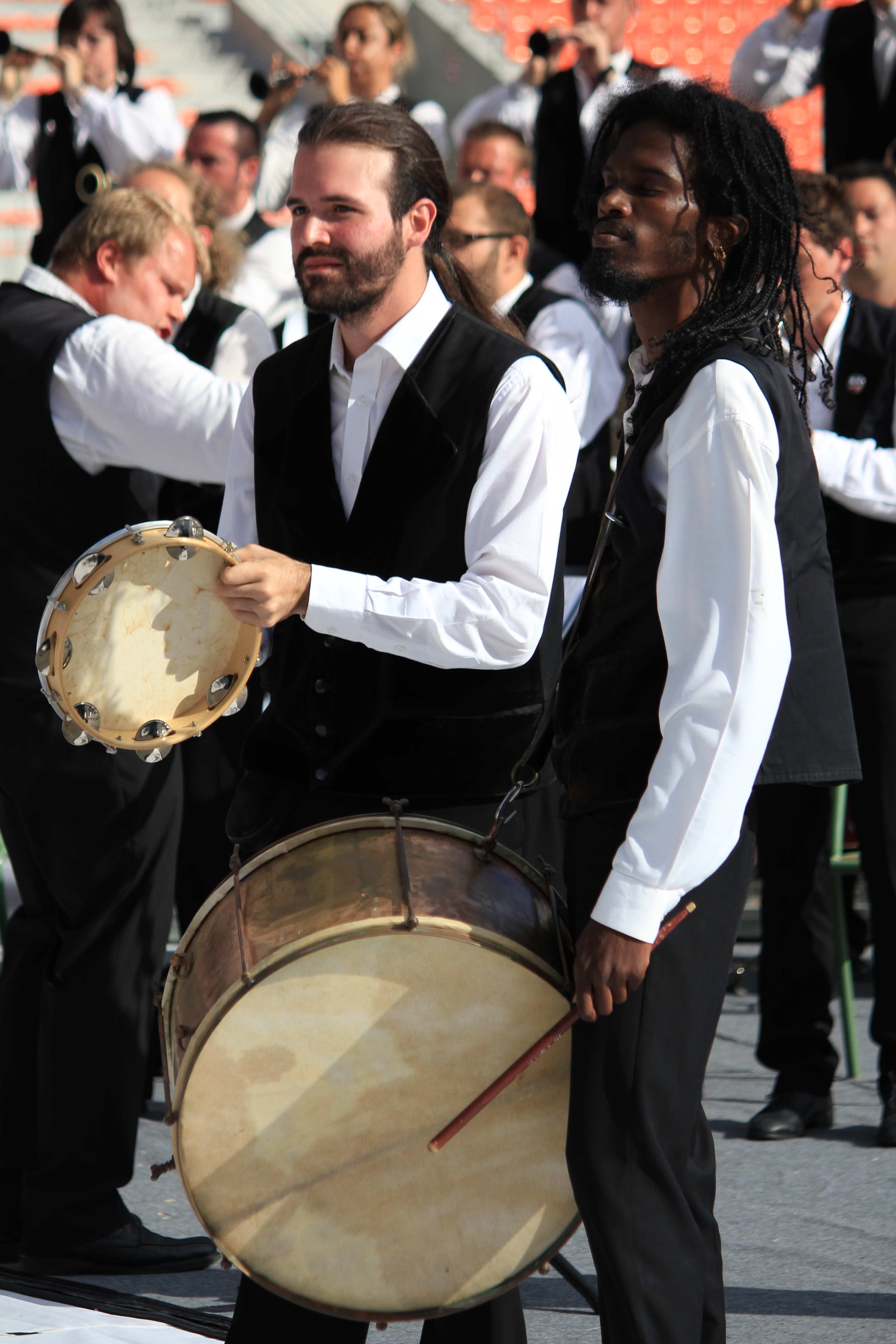
Percussions de plusieurs types utilisées par la Kevrenn Alré.
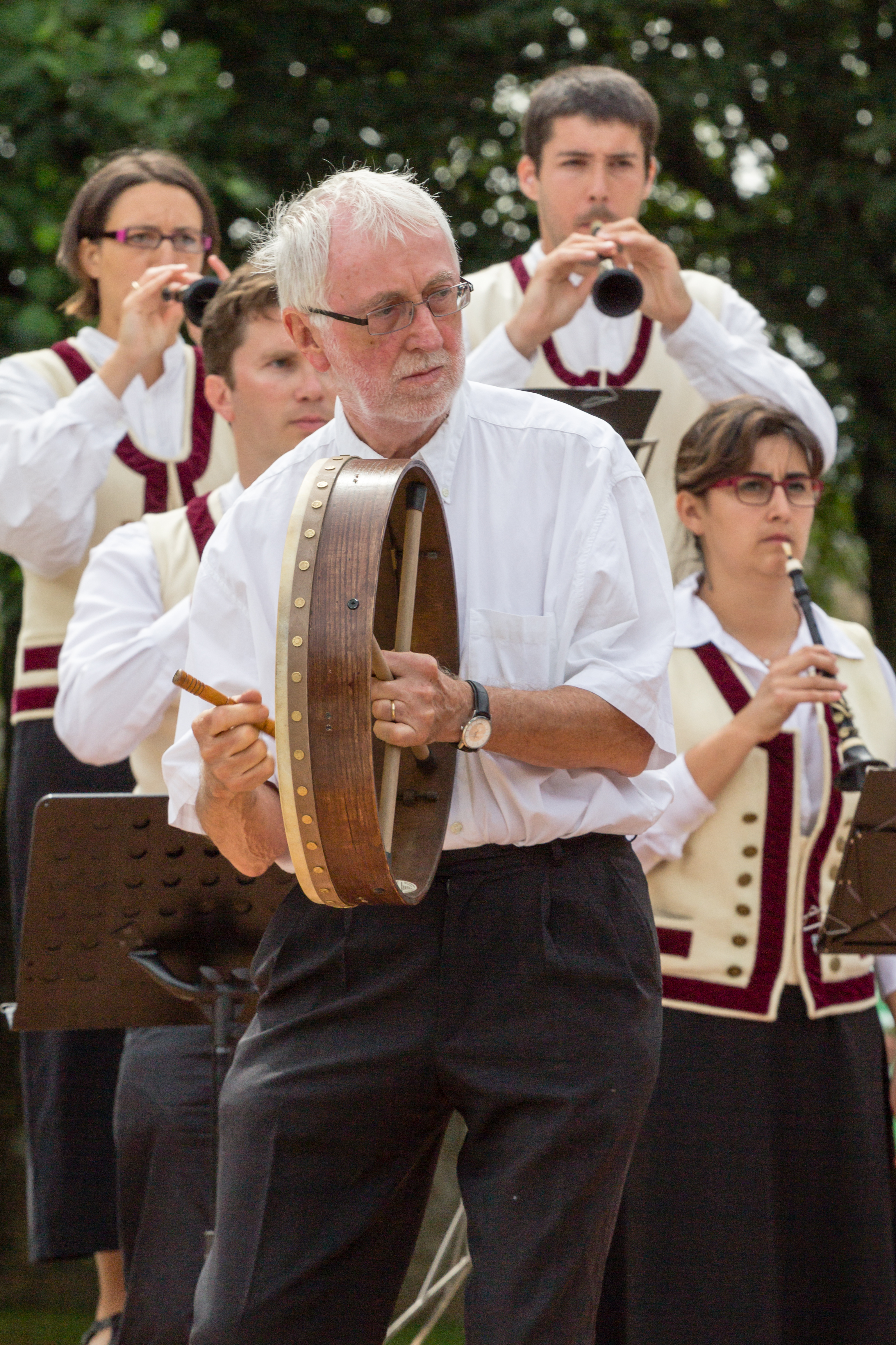
Bodhrán utilisé par le bagad Elven.

Le pupitre de bombardes est présent dès l'origine des bagadoù. La tonalité en Si {\displaystyle \flat } s'impose rapidement comme tonalité unique, mais d'autres instruments ont enrichi ce pupitre. Dans les années 1980, des bombardes ténor et des bombardes basses apparaissent dans les groupes. En 2014 le Bagad Melinerion intègre un nouveau type de bombarde basse d'1,50 m . En 2017, l'association Bodadeg ar Sonerion impose l'usage d'un minimum de cinq bombardes en Si {\displaystyle \flat }, et ne limite pas l'usage d'autres types de bombardes.

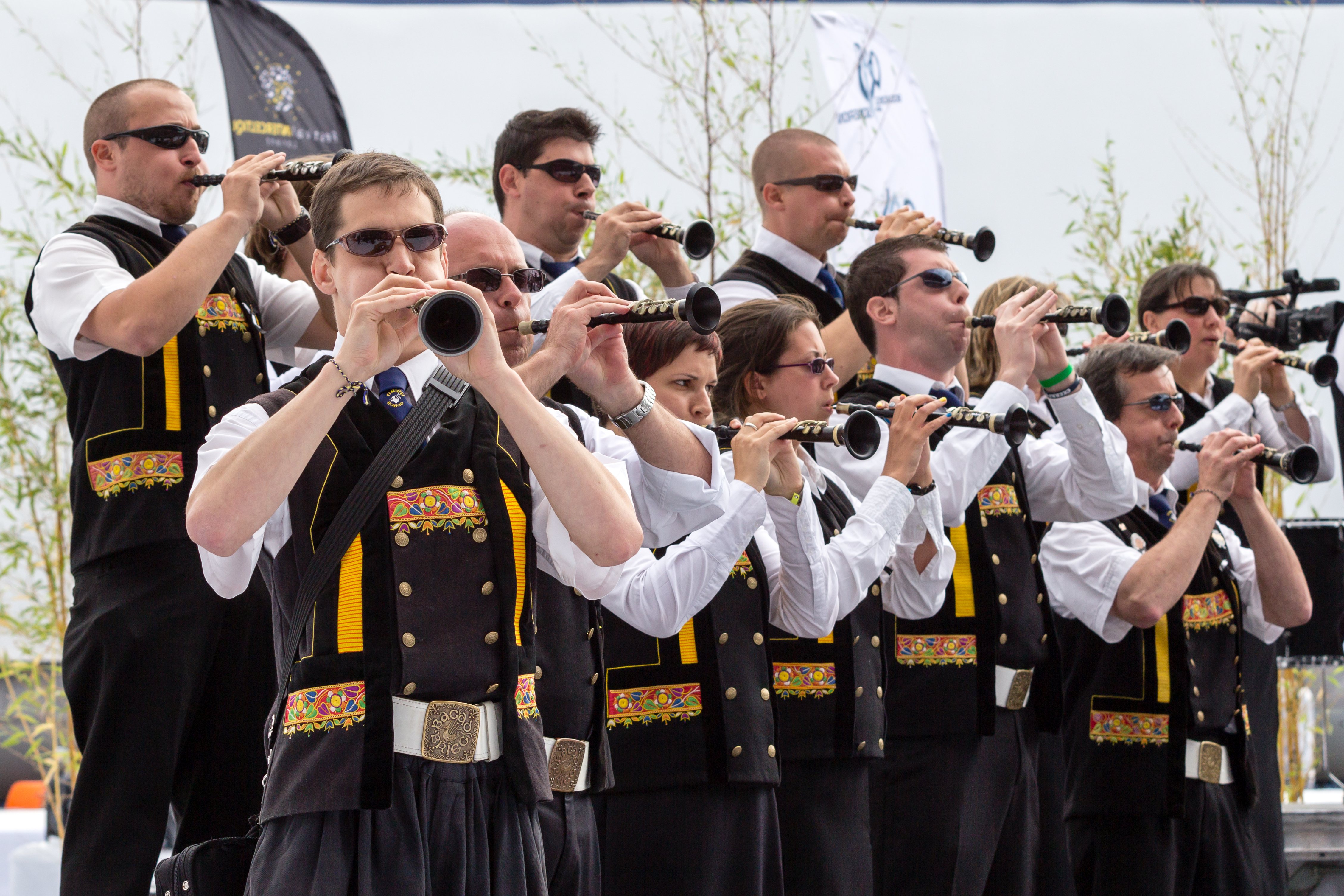
Pupitre des bombardes du Bagad Brieg.
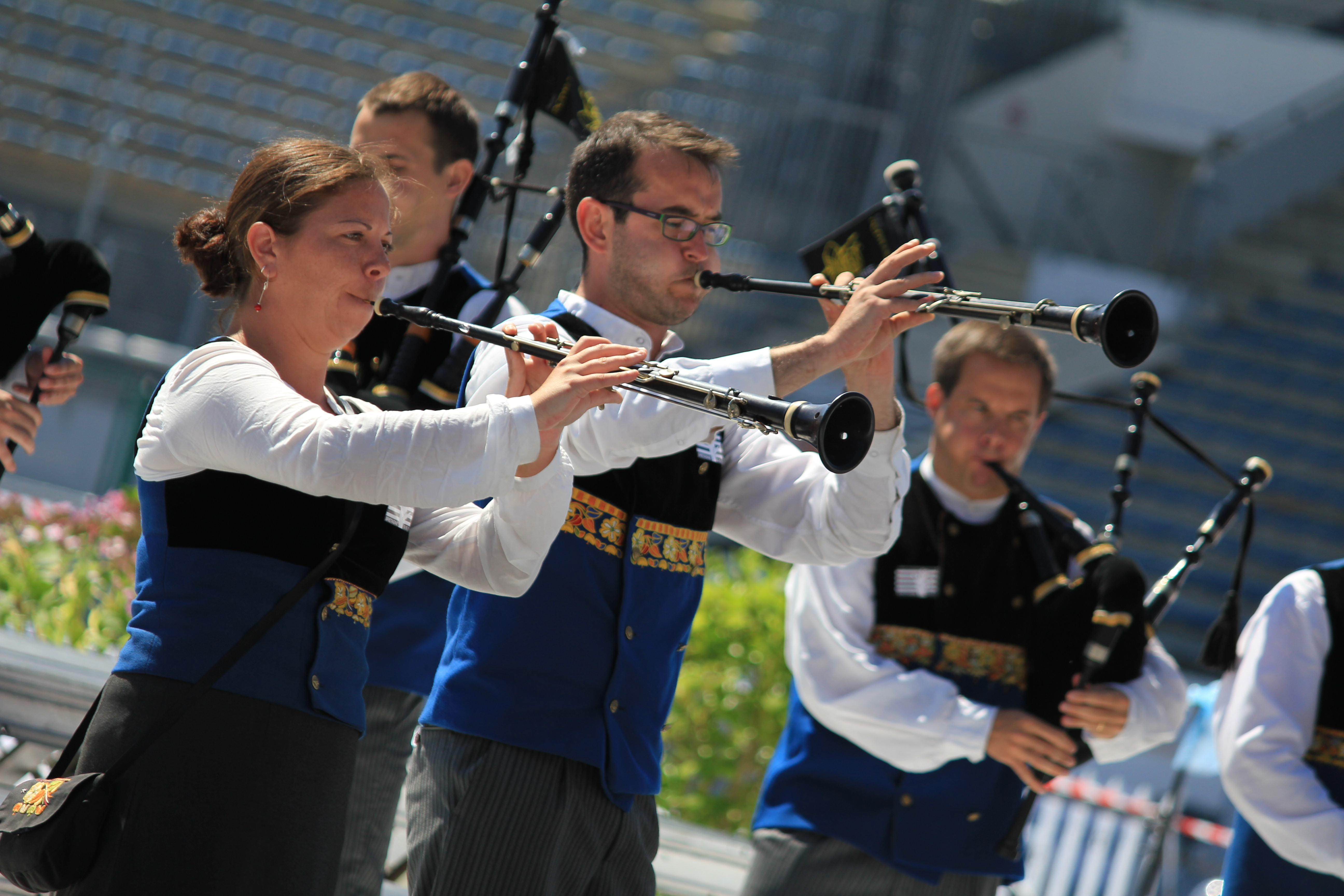
Bombardes basses du Bagad Penhars.
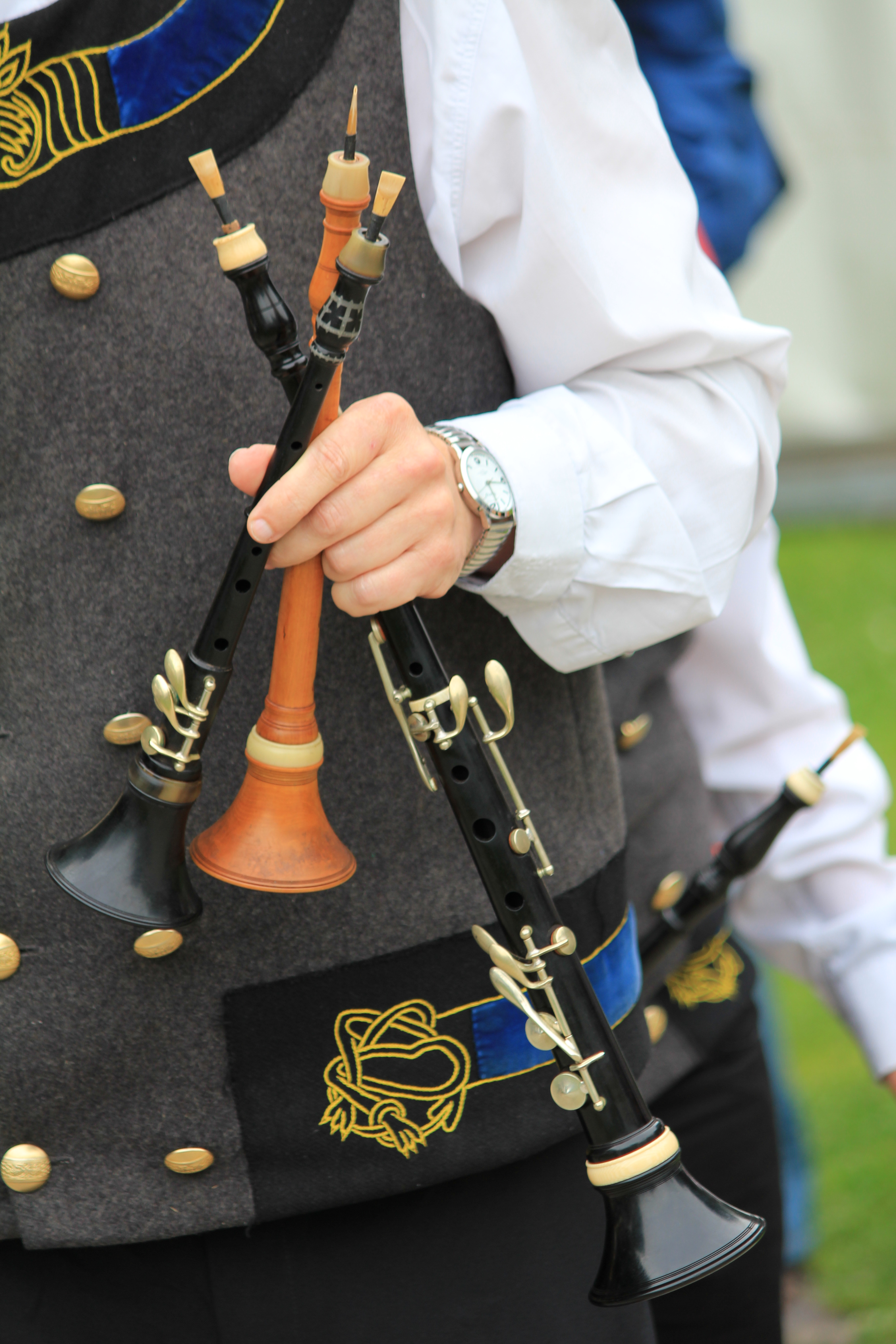
Bombardes du Bagad An Hanternoz.
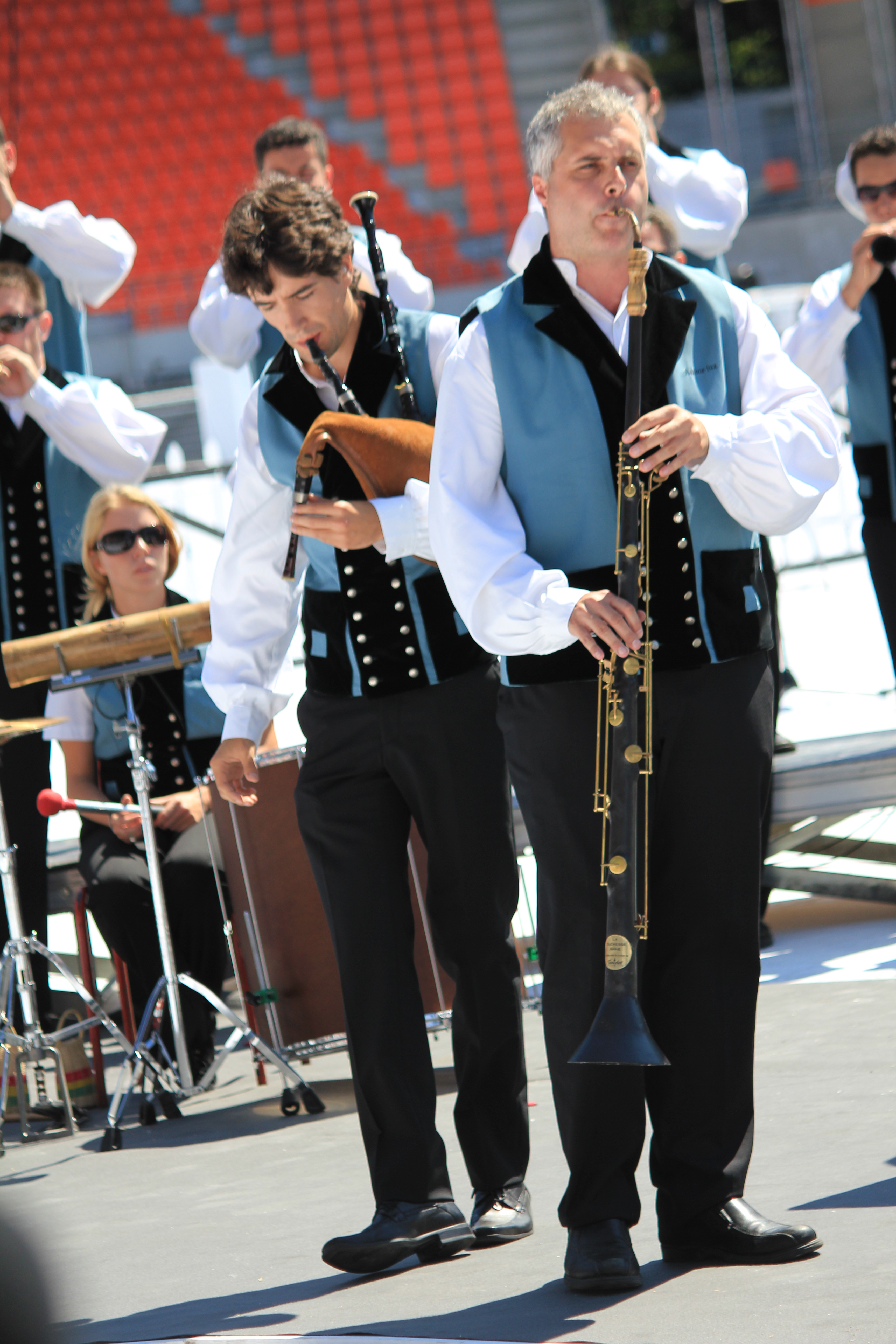
Bombarde basse d'1,50 m du Bagad Melinerion.

Les groupes peuvent ponctuellement intégrer d'autres instruments. Certains groupes comme la Kevrenn Alré vont jusqu'à former un pupitre supplémentaire (avec des clarinettes) pour les regrouper. En 2017, l'association Bodadeg ar Sonerion autorise sous conditions (principalement selon la catégorie du bagad) l'usage d'accordéon, de violon, de vielle, de Treujenn-gaol, ou de harpe celtique lors des concours. Par ailleurs, les groupes peuvent intégrer des danseurs ou des chanteurs, avec des limites de temps.

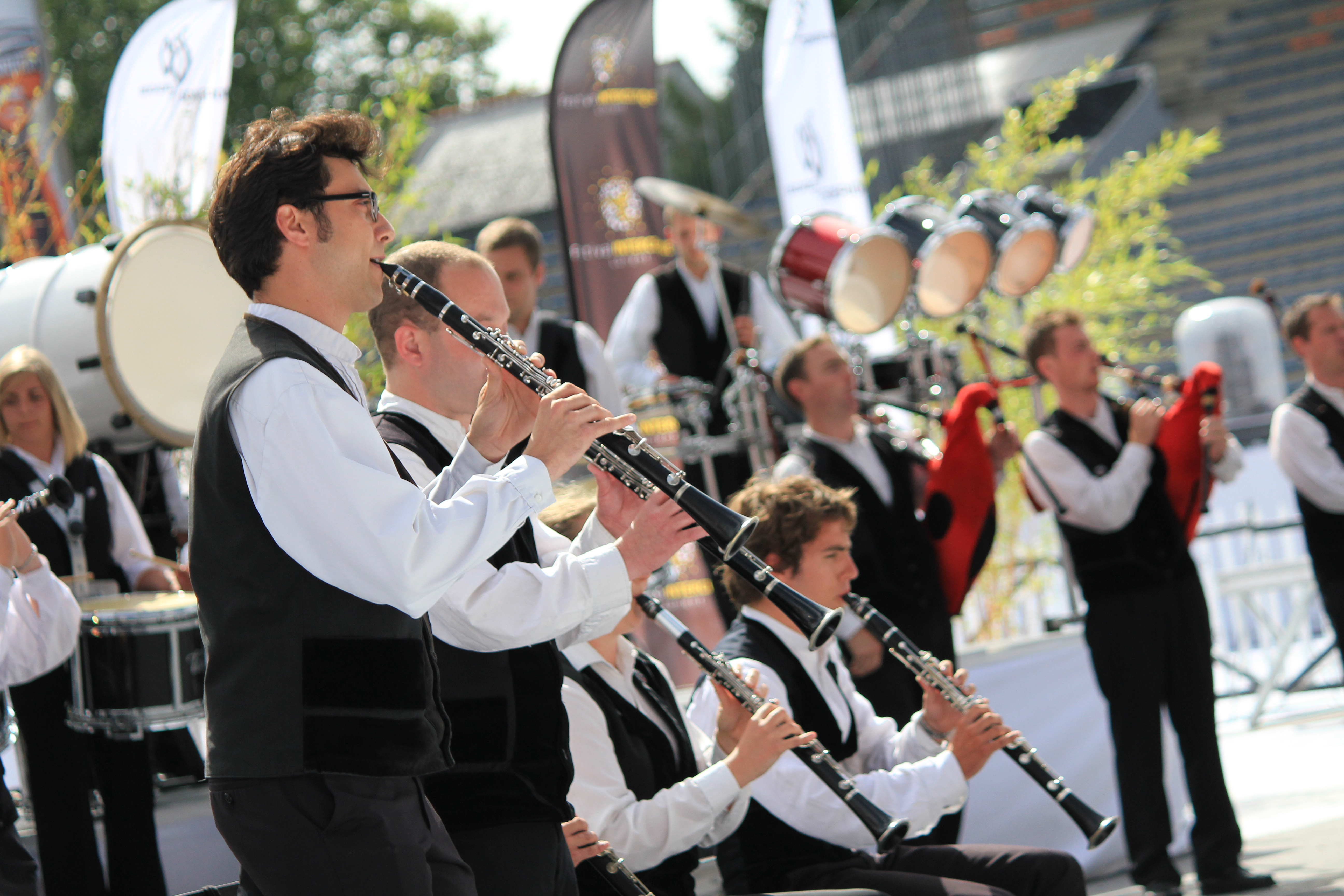
Pupitre de clarinettes de la Kevrenn Alré.
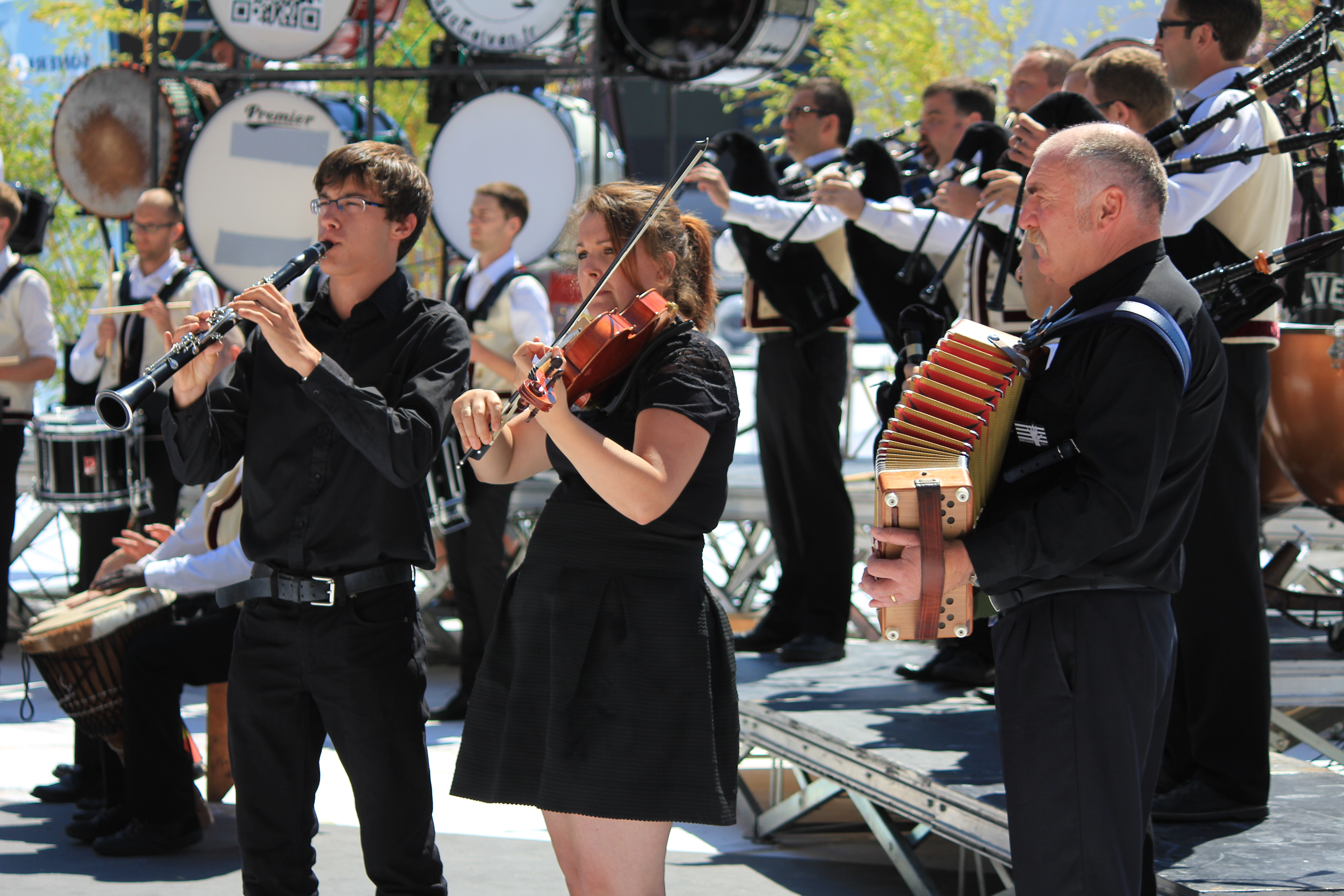
Instruments supplémentaires utilisés par le Bagad Elven.
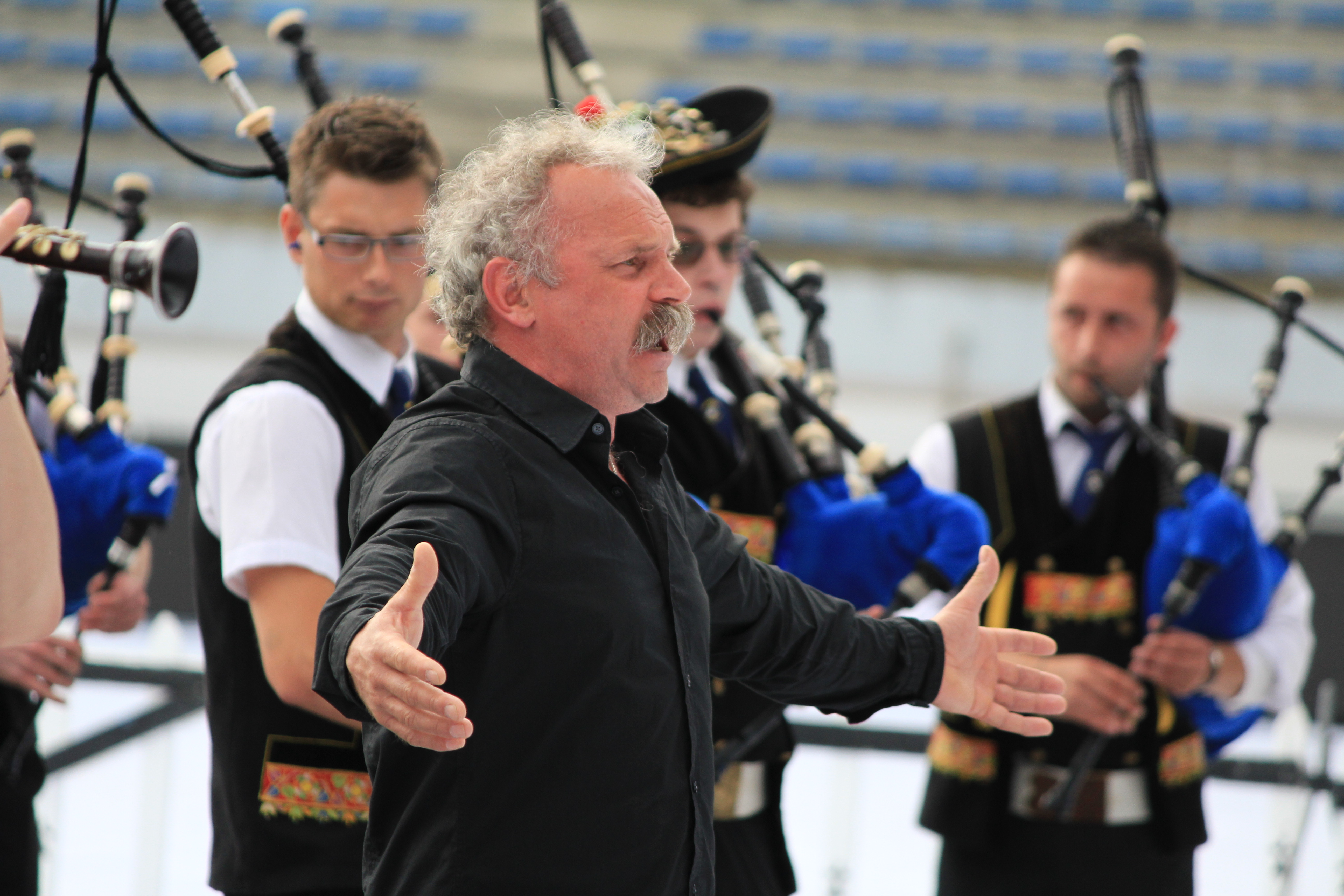
Chanteur accompagnant le Bagad Brieg.
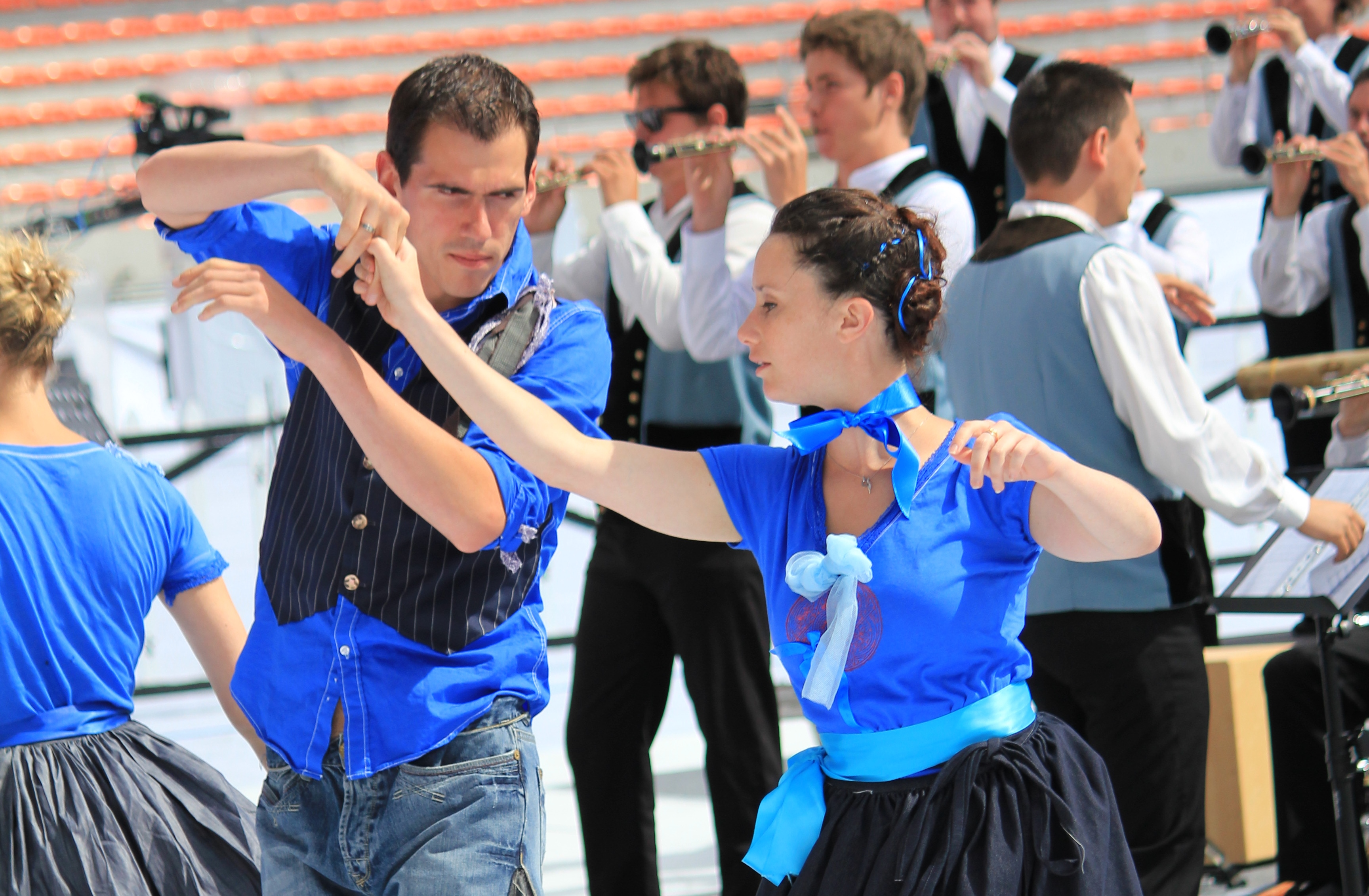
Danseurs accompagnant le Bagad Melinerion.

### Costumes
Les premiers costumes portés par les musiciens de bagadoù proviennent de leurs régions respectives, hérités de leurs familles ou obtenus dans des friperies locales. Un petit gilet ou chupen est ainsi porté par les bagadoù de Penhars, du Faouët,, ou de Kemper. Dans les pays où il n'y a pas de costume spécifiques, certains groupes optent pour des kabics, habits du pays pagan remis à la mode au début des années 1950 par la maison Le Minor, et parfois accompagnés d'un béret.
Plusieurs groupes cherchent dès les premières années du mouvement à se singulariser, et à commander à des artistes des costumes. René-Yves Creston est ainsi contacté par le bagad Bourbriac, celui de La Baule, ou encore celui d'Ergué-Armel pour lesquels il crée des costumes. Il réalise aussi un projet pour la Kevrenn de Rennes, qui aurait dû être exécuté par la maison Le Minor, mais qui reste à l'état de projet en raison des coûts. Jim Sévellec réalise dans les années 1960 l'uniforme de la Kevrenn Brest Sant Mark, en y incluant des guêtres, déjà utilisées par le Bagad de Lann-Bihoué. Plus récemment des artistes comme Bleuenn Seveno, pour le Bagad Pays des Abers, ou Pascal Jaouen pour le Bagad Kombrid, se sont illustrés dans ce domaine.

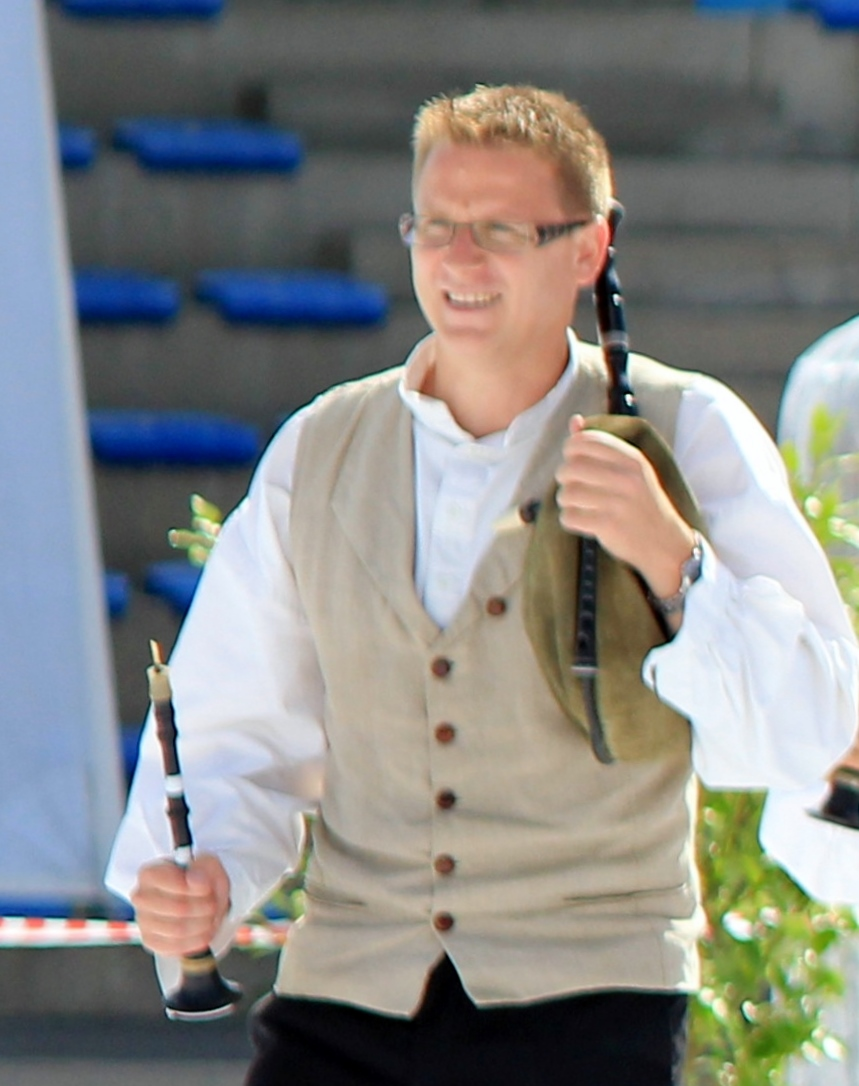
Le costume de Quic-en-Groigne est inspiré de celui des gabariers de la Rance.

D'autres bagadoù ont puisé dans l'histoire locale pour se fabriquer un costume, comme la Kevrenn Kastell dont les habits sont inspirés de ceux des Johnnies du Haut-Léon, ceux du Bagad Melinerion qui font référence aux meuniers de leur région, ou celui de Quic-en-Groigne qui rappelle les gabariers de la Rance.
Les accessoires de certains ensembles sont des créations contemporaines d'artistes locaux. Le joaillier Pierre Toulhoat, est ainsi contacté en 1969 par le Bagad Kemper pour créer un insigne voué à orner le béret du groupe ainsi qu'une boucle de ceinture, reprenant la figure du « maout », ou bélier. Si le premier est rapidement abandonné par l'ensemble, la boucle reste utilisée par la suite. Plusieurs autres bagadoù comme le Bagad Brieg, le Bagad ar Meilhoù Glaz, ou le Bagad Kerne prennent exemple sur Kemper et passent commande les années suivantes auprès de ce même artiste pour qu'il leur crée les boucles pour leurs costumes. Pierre Toulhoat travaille aussi directement pour la Bodadeg ar Sonerion pour confectionner des broches et médailles destinées à récompenser les vainqueurs des concours de bagadoù de Brest et de Lorient, ainsi que de sonneurs traditionnels à Gourin. Le thème des bagadoù est aussi repris dans des œuvres de cet artiste, comme lors de la création de panneaux de faïence pour l'ancienne gare de Quimper.

### Principaux traits sociologiques

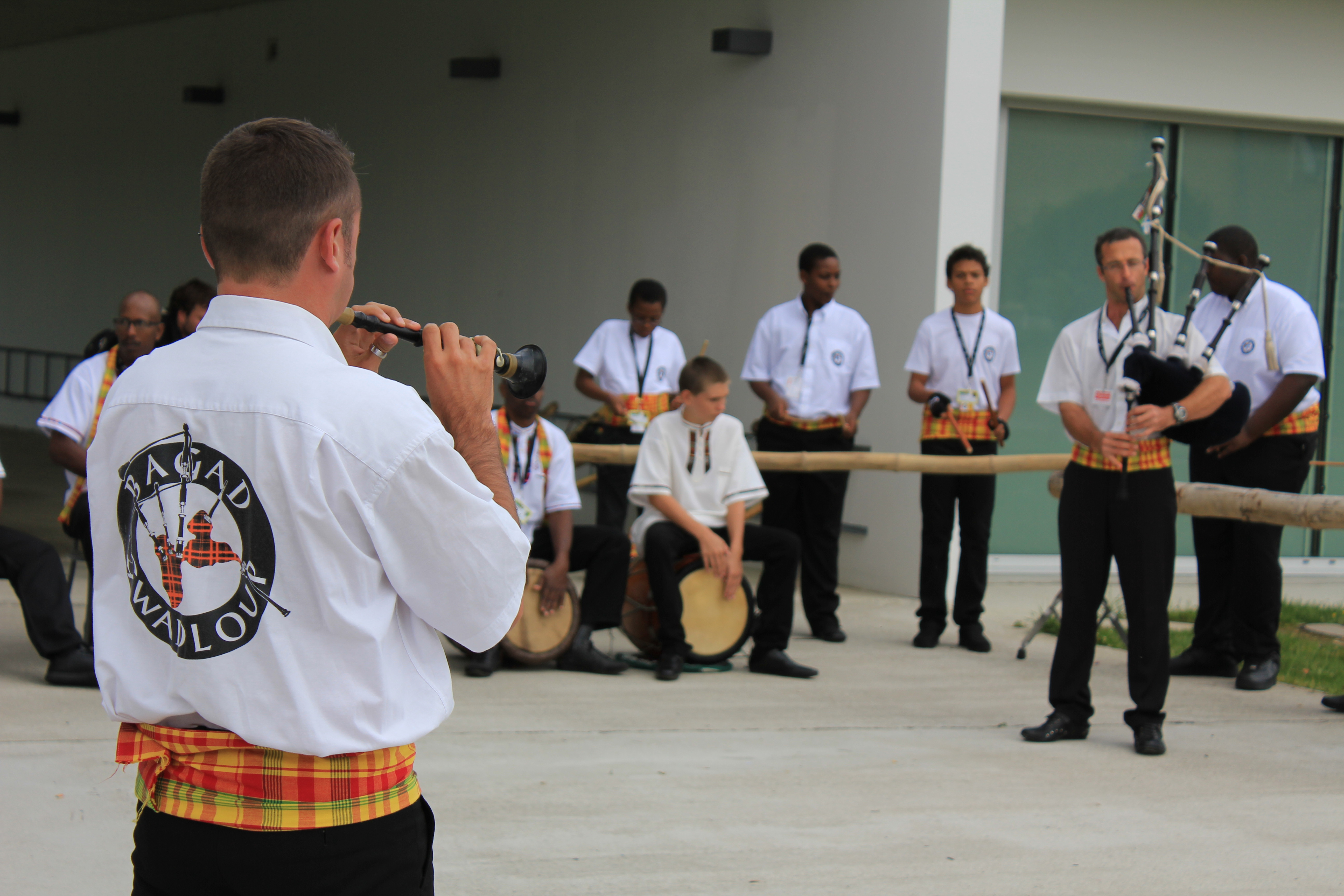
Le Bagad Gwadloup, venant de la Guadeloupe, un des groupes issus de la diaspora bretonne.

Un peu plus de 150 bagadoù sont répertoriés en 2009, regroupant au total 8 000 musiciens. La plupart de ces groupes se concentrent dans les cinq départements de la Bretagne historique, et une vingtaine de bagadoù sont aussi présents ailleurs en France, principalement dans les grands centres de la diaspora bretonne comme Paris, Le Havre ou Bordeaux. En Bretagne, la concentration est particulièrement importante dans le département du Finistère et dans la partie brittophone du Morbihan.
La sociologie de ces groupes reste majoritairement masculine (78 % d'hommes) et jeune (54 % des joueurs de bagad ont moins de 24 ans). Près de la moitié (43 %) des musiciens jouent de la bombarde, contre 30 % pour la cornemuse. Le phénomène reste principalement urbain. Les cadres et professions intellectuelles supérieures sont le groupe le plus important, et représentent environ 26 % des effectifs globaux, suivi par les professions intermédiaires (23 %), les employés (25 %), et les ouvriers (13 %).
De nombreuses personnalités notables sont issues de ces groupes. Des acteurs de la musique bretonne sont nombreux à être passés par ce type d'ensemble, comme Alan Stivell ou Glenmor. La communauté compte aussi des universitaires comme Gwennole Le Menn, Donatien Laurent, Jean L'Helgouach, ou encore des hommes politiques comme Paul Molac.

## Styles et productions musicales

### Enseignement musical
En France, la formation musicale des premiers sonneurs est limitée jusqu'au milieu des années 1950, chaque groupe formant en interne ses musiciens, lorsque celle-ci existe. L'enseignement du solfège est alors rare, et la formation se résume à l'apprentissage par la répétition de plusieurs airs destinés à être joués en public comme Ton Bale Kadoudal. Les premiers bagadigs, groupes formés de débutants, commencent à émerger à partir de la fin des années 1960 (celui de la Kerlenn Pondi date de 1967), avant de se généraliser dans les plus grands bagadoù dans les années 1990.
Les premières méthodes instrumentales en français apparaissent dans les années 1950. Jean L'Helgouach signe une première méthode de bombarde, bientôt remplacée par celle de Michel Le Rol du Bagad Melinerion, puis par celle de Pascal Rode du Bagad Kemper. Les méthodes pour cornemuse sont plus nombreuses, Émile Allain publiant la première en 1954, et celle de Jean-Luc Le Moign s'imposant comme une référence par la suite. Les premières méthodes pour percussions sont publiées plus tard, avec l'édition en 1962 de la première, écrite par Ferdy Kerne de la Kevrenn Brest Ar Flamm, suivie plus tard d'une autre signée par Jean-Yves Hillion du Bagad Bro Kemperle.
Un début de professionnalisation des formateurs s'amorce dans les années 1970. Patrick Molard commence à enseigner la cornemuse en 1976 à Saint-Malo dans le cadre d'un conservatoire. Un centre breton d'arts populaires ouvre à la même époque à Brest, financé par la municipalité, et dans lequel enseignent des membres de la Kevrenn Brest Sant Mark. La signature de la Charte culturelle bretonne en 1977 permet de débloquer quelques crédits, permettant pendant plusieurs années d'entretenir au centre culturel Amzer Nevez près de Lorient un conservatoire régional de musiques, chants et danses de Bretagne. Les premières lois de décentralisation au début des années 1980 permettent la création dans le Finistère, puis dans le Morbihan et dans les Côtes-d'Armor, d'une structure d'enseignement itinérant, complétée en 1988 par une structure similaire mise en place au niveau régional. La création d'un certificat d'aptitude puis d'un diplôme d'enseignement de musique traditionnelle permettent, eux, l'ouverture de départements d'enseignement dans des écoles de musique et des conservatoires de la région.

### Répertoires
Les marches sont présentes dès l'origine dans le répertoire des bagadoù, ceux-ci étant conçus comme des groupes de défilés. Dans un premier temps, une adaptation de l'air écossais Scots Wha Hae ou une création de Dorig Le Voyer constituent une base de ce répertoire. La Marche de Cadoudal et la Marche de Fouesnant s'imposent rapidement dès la fin des années 1940 comme des morceaux communs à tous les groupes, la première inspirée d'une vieille complainte et la seconde écrite par Polig Monjarret, et leur popularité perdure dans les années 1950 et 60 du fait de leur simplicité technique. À la même époque, des airs de danses bretonnes sont adaptés à ce format musical en ralentissant leur rythme. Vers la fin des années 1950 apparaissent des marches dites à l'écossaise, avec des airs à 4 phrases, en sicilienne, et de nombreuses ornementations à la cornemuse.
Les mélodies sont des airs inspirés de chansons traditionnelles, de gwerzioù, voire de cantiques, aux rythmes lents et parfois non mesurés. Jusqu'en 1959, elles sont le plus souvent simplifiées, et jouées accompagnées par des batteurs. En 1959 et 1960, la BAS inscrit aux airs imposés en concours des mélodies excluant les batteurs, permettant aux musiciens de se familiariser davantage avec ce type d'airs. Les mélodies intègrent alors à leur répertoire ces airs « à écouter », joués sur scène lors de festivals, souvent après une marche.
Des airs de danses bretonnes sont joués de façon croissante à partir des années 1960, profitant du regain d'intérêt pour le jeu des anciens sonneurs. La gavotte, danse de basse-Bretagne, est l'une des plus jouées, mais des airs d'autres terroirs sont aussi joués.
À partir de 1956, les concours imposent de jouer des suites incluant marche, mélodies, et danses, et assez rapidement ce type de composition intègre le répertoire des bagadoù. Dans un souci d'authenticité, les morceaux les composant sont le plus souvent issus du même terroir.

### Terroirs traditionnels

Carte des terroirs utilisée lors des concours.

Dans le cadre des concours, Bodadeg ar Sonerion regroupe en huit terroirs la musique bretonne servant d'inspiration aux groupes. En prenant une base géographique, cinq terroirs regroupent la basse Bretagne, et trois terroirs la haute Bretagne. Chaque terroir est ensuite sous-divisé en territoires plus petits.
Dans chaque terroir, une liste de traits marquants est arrêté, en fonction du travail de collectage effectué depuis la fin du XIXe siècle, et archivé par des associations partenaires comme Dastum. Les danses typiques du terroir (gavottes…) tout comme les chants (kan ha diskan…), et les airs récoltés auprès de sonneurs traditionnels sont indiqués. La présence d'instruments de musiques particuliers (accordéon, clarinette…) est également possible.

### Accords avec d'autres styles musicaux
Si la musique classique marque profondément les productions de certains groupes dès les années 1950, peu de groupes tentent de jouer des morceaux issus de celle-ci. Les expériences de la Kevrenn Brest Sant Mark avec la Symphonie Du Nouveau Monde de Dvořák, ou du Bagad Saint-Nazaire avec une œuvre de Johannes Brahms restent des exemples isolés. Les musiques traditionnelles bretonnes, mais aussi étrangères, demeurent au début de l'histoire des bagadoù les premiers répertoires avec lesquels des échanges sont observables. Les groupes expérimentent dès les années 1950 en intégrant parfois des pupitres de vielles (bagad Quic-en-Groigne) ou de harpes celtiques (Bagad Nominoë et Bagad Bleimor), ou en s'inspirant de la forme des Céilí irlandais, et en introduisant des instruments moins traditionnels. Cette dernière tendance préfigure les rapprochements avec des groupes folks, tentés dès le début des années 1970.

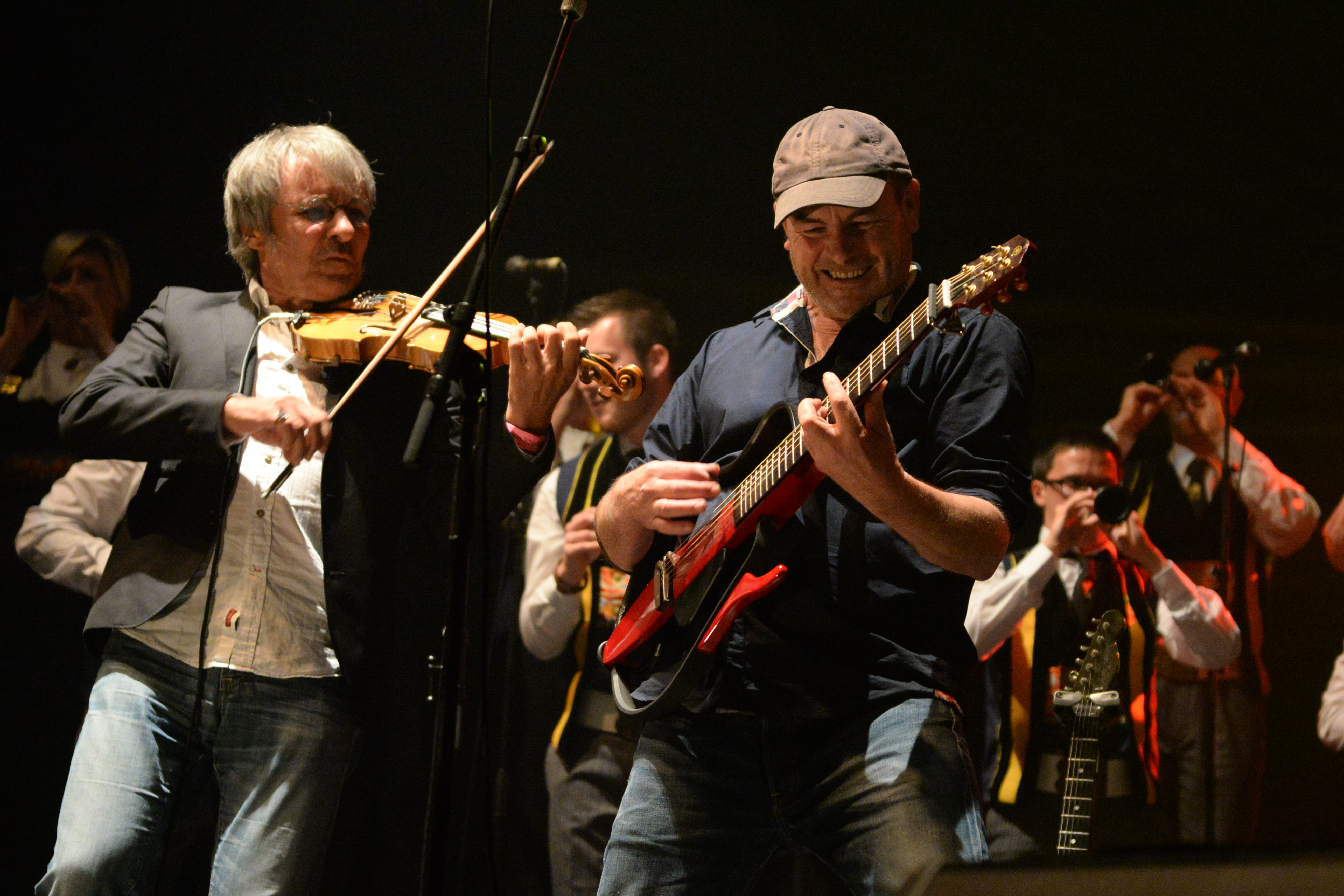
Le Bagad Kemper s'essaie à la musique rock avec Red Cardell.

La musique hongroise influence un groupe comme la Kerlenn Pondi de l'abbé Blanchard à partir de 1966. Celui-ci a étudié les travaux de l'ethnomusicologue Béla Bartók, et s'en inspire pour écrire les morceaux du groupe. La musique bulgare est, elle, introduite par Jean-Luc Le Moign et réutilisée par plusieurs groupes dans les années 1970 et 1980, bientôt suivie par la musique roumaine, puis par la musique galicienne ; les Aires De Pontevedra popularisés par Patrick Molard se retrouvent rapidement dans les répertoires de plusieurs bagadoù. Le klezmer des juifs américains (bagad Kemper) ou les danses d'Amérique du Sud (Bagad Melinerion) sont d'autres sources d'influence dans les années 1990.
Dans le domaine des musiques contemporaines, plusieurs accords sont notables. Le Bagad Bro Kemperle se singularise dès les années 1980 par ses travaux dans le domaine du jazz. D'autres groupes se sont aussi essayés au rock (Bagad Kemper et le Fest-Rock puis Nerzh avec Red Cardell), au travail avec des disc jockey (Zebra & Bagad Karaez avec DJ Zebra et le Bagad Karaez, ou le Bagad Sonerien An Oriant avec les DJs Samifati et Raymon Lazer), voire au heavy metal (Bagad Bro Kemperle invité au festival Hellfest).

## Championnat national des bagadoù

### Organisation historique
Le championnat national des bagadoù, organisé par la Bodadeg ar Sonerion, a lieu chaque année depuis 1949.

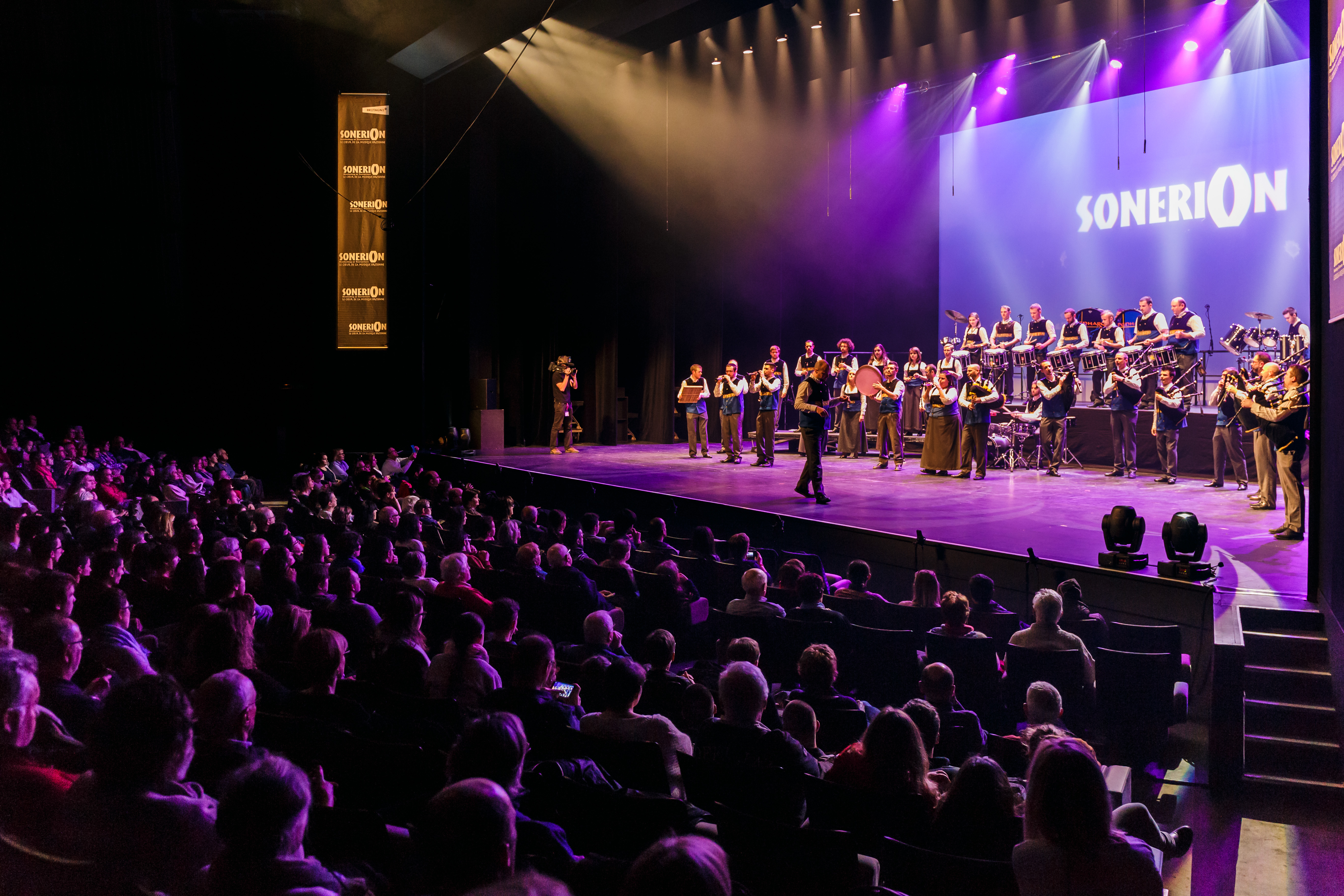
La salle du Quartz à Brest accueille les épreuves d'hiver de première catégorie depuis 1995.

Les lieux dans lesquels se tiennent les épreuves ont varié au fil des années. Si le premier concours est organisé en 1949 à Quimper dans le cadre du festival de Cornouaille en juillet, les trois éditions suivantes ont lieu à Quimperlé lors du pardon de Toulfoën lors du Pentecôte, en mai. La Bodadeg ar Sonerion décide en 1953 d'organiser le concours lors d'un festival propre à l'association, et de définir Brest comme ville d'accueil de celui-ci. Les épreuves sont organisées sur la place du château, en centre-ville, puis au stade de l'armoricaine la dernière année. Le concours reste dans cette ville durant dix-sept ans, jusqu'à ce qu'une brouille avec la mairie oblige les organisateurs à choisir une autre ville. Les épreuves se tiennent alors à Lorient, sur la place de l'hôtel de ville puis au stade du Moustoir, dans le cadre du festival interceltique de Lorient naissant à partir de 1971. Par la suite, le nombre croissant de groupes va obliger les organisateurs à programmer deux épreuves annuelles (trois entre 1971 et 1978), puis à attribuer l'organisation de ces nouvelles épreuves à de nouvelles villes ; les épreuves finales continuent alors d'être organisées à Lorient. Brest retrouve une partie de l'organisation des épreuves de première catégorie à partir de 1995 lorsque la salle du Quartz est désignée pour accueillir l'épreuve de printemps. D'autres villes ont par ailleurs accueilli les autres épreuves, comme Nantes (en 2002), La Baule, Pontivy, Saint-Brieuc…

### Fonctionnement

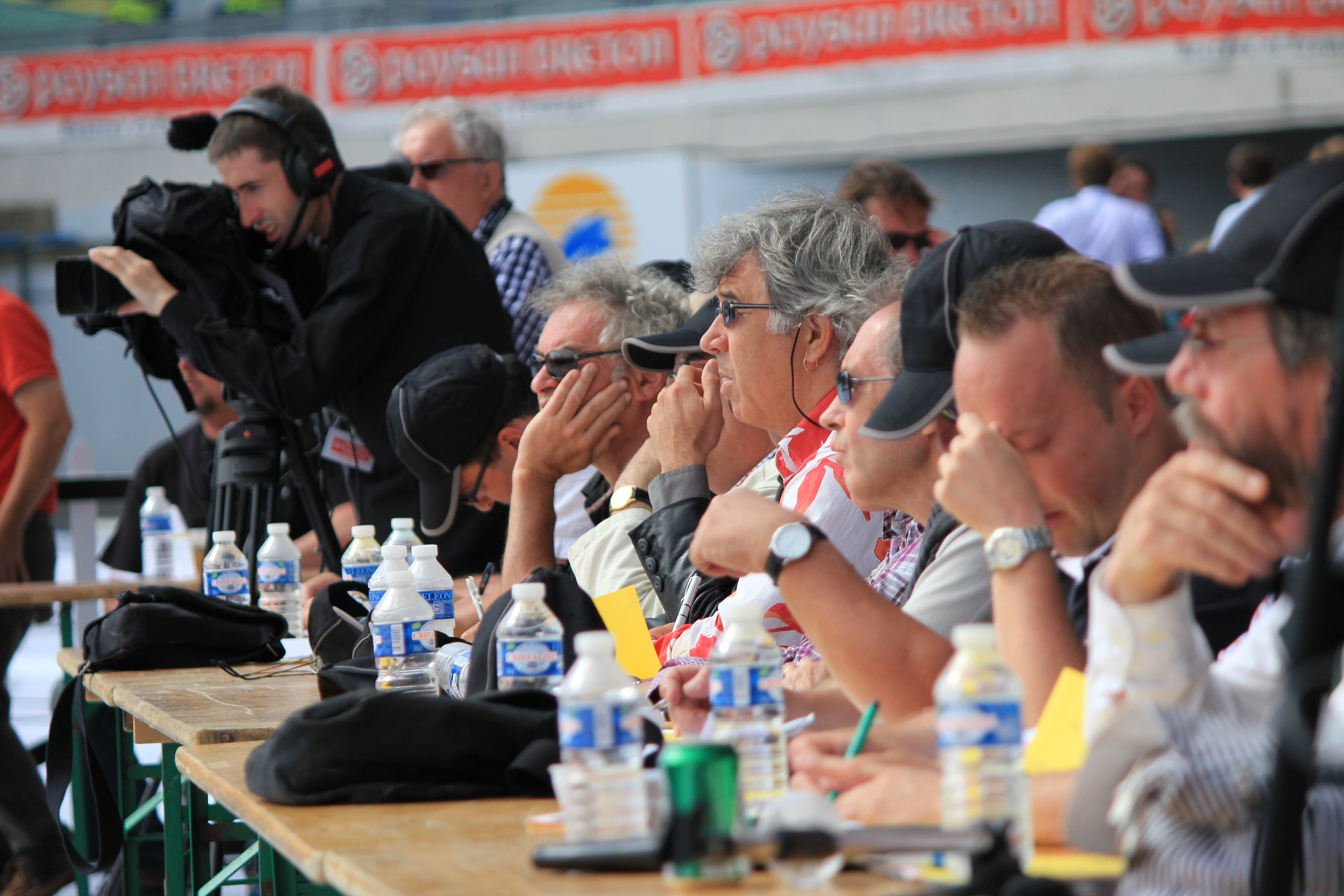
Jury lors d'une épreuve à Lorient.

Une cinquantaine de personnes peut être amenée à juger l'ensemble des épreuves sur une année, bien qu'elles ne soient pas plus de dix sur une épreuve donnée. Il s'agit pour la plupart de musiciens actifs dans des groupes, ou l'ayant été, d'experts de la musique bretonne, ou de chanteurs ou danseurs spécialistes d'un terroir donné. Chaque juge limite son travail à un aspect : note de bombardes, note de cornemuse, note de percussions, note d'ensemble, ou note de terroir. Depuis 2010, chaque juge attribue une note entre 11 et 18 à chaque groupe, puis une moyenne est faite à partir des notes de l'ensemble des juges, et un classement est établi. La moyenne des notes des épreuves de printemps et d'été est faite, et permet de désigner le vainqueur de l'épreuve. Dans chaque catégorie, les deux groupes ayant la meilleure moyenne annuelle peuvent monter dans la catégorie supérieure, et les deux groupes les moins bien classés doivent descendre dans la catégorie inférieure.
Il existe des différences notables dans le fonctionnement du concours selon les catégories. Les bagadoù sont répartis en cinq catégories, la première étant la meilleure. Le concours de la cinquième catégorie se déroule en deux manches, en été. La première est organisée par poules et la seconde départage les trois premiers de chaque poule. Pour la quatrième catégorie, il y a deux concours. L'un au printemps répartit deux poules de même niveau en deux sous catégories: la 4a et la 4b. Les bagadoù de 4a concourent en été. Les deux premiers ont la possibilité de monter et troisième catégorie. Les bagadoù de 4b concourent pour le titre de champion de la catégorie. Pour les première, deuxième et troisième catégories, le concours se déroule toujours en deux manches. Les deux premiers de chaque concours peuvent monter de catégorie et les deux derniers doivent descendre d'une catégorie. Cependant ici, le classement s'effectue grâce à la moyenne des notes des deux concours, celui de printemps et celui d'été.

### Historique des résultats
Les premiers championnats, organisés à partir de 1949, regroupent un faible nombre de groupes. Ceux-ci sont en partie composés de sonneurs de tradition, proches de la culture rurale de l'époque. Ceci explique que les premiers groupes titrés proviennent de petits centres urbains, ou alors de milieux ruraux. C'est ainsi qu'un groupe de Carhaix, la Kevrenn Paotred An Hent Houarn, remporte les deux premières éditions en 1949 et 1950, et que la Bagad Koad Serc'ho, venant d'un village proche de Morlaix remporte les éditions de 1953 et 1954. Les Kevrenn de Kemperle et C'hlazig qui se partagent les titres en 1951 et 1952 viennent de villes plus importantes, mais restent encore des regroupements de couples de sonneurs des campagnes environnantes.
Lors de l'« époque brestoise » du concours, de 1953 à 1970, les groupes dominants sont alors la Kevrenn de Rennes, les deux kevrenn brestoises (Ar Flamm et Brest Sant Mark), ainsi que les bagad Bleimor et de Bourbriac. Le titre se joue entre ces principales formations pendant 17 ans. Les groupes lauréats viennent alors de centres urbains plus importants, ce qui reflète l'évolution de la composition de ces groupes ; les sonneurs suivent leurs obligations professionnelles et déménagent dans de plus grandes villes, et le recrutement évolue. La Kevrenn de Rennes est la première à marquer cette période, en remportant les éditions de 1955 et de 1956, et en remportant trois titres supplémentaires lors des éditions de 1963, 1967, et 1969. Le groupe continue de marquer durablement les concours dans les années 1970 et 1980, mais est pénalisé par l'abandon du pupitre des percussions, et ne parvient pas à regagner le titre par la suite. La Kevrenn Brest Sant Mark va dominer les deux décennies suivantes, remportant onze titres entre 1954 et 1974, dont cinq titres entre 1970 et 1974. Les seuls groupes à parvenir à s'interposer entre ces deux groupes sont la Kevrenn Brest Ar Flamm (en 1958 et 1962) et le bagad Bleimor (en 1966, et en 1973 en partageant le titre avec Brest Sant Mark).
La quinzaine d'années qui suit, de 1975 à 1990, voit l'opposition entre deux nouveaux groupes rythmer le championnat. Le Bagad Kemper, monté en première catégorie en 1969, remporte quatre titres consécutifs de 1975 à 1979, mais doit partager les titres suivants avec la Kevrenn Alré, alors menée par un penn-sonner qui marque son époque (Roland Becker), qui remporte le titre en 1979, 1981, 1983, et 1986. Les années 1980 voient cependant d'autres groupes parvenir à s'imposer face à ce duo : Bleimor en 1980, et le Bagad Bro Kemperle en 1989.
Les années 1990 voient l'apparition d'un troisième groupe, le Bagad Roñsed-Mor de Locoal-Mendon, qui parvient à s'imposer entre la Kevrenn Alré et le Bagad Kemper. Ce nouveau venu s'adjuge le titre en 1990, reléguant Kemper à la 2e place. Le bagad Kemper ne retrouve son titre qu'en 1991 devant la Kevrenn Alré, mais doit s'incliner l'année suivante face à la Kevrenn Alré, puis en 1993 de nouveau face à Roñsed-Mor qui s'adjuge le titre. Kemper retrouve le titre en 1994 aux points, alors que Roñsed-Mor remporte l'épreuve de printemps à Vannes et que la Kevrenn Alré remporte l'épreuve d'été à Lorient. Le scénario se répète l'année suivante, Roñsed-Mor s'adjugeant l'épreuve de printemps, qui se déroule pour la première fois au Quartz à Brest, et la Kevrenn Alré gagnant l'épreuve d'été, à égalité avec Kemper cette année. Kemper remporte le titre à deux reprises lors de cette décennie en 1997 et en 1998, Alré remportant le titre en 1996 et Roñsed-Mor en 1999. De 2001 à 2007, les mêmes groupes se partagent les titres, à l'exception de 2001 qui voit la Kerlenn Pondi remporter le titre, et de 2007 qui voit le Bagad Brieg en faire de même.
À partir de 2008, deux groupes, le Bagad Cap Caval et le Bagad Kemper, s'arrogent la totalité des titres.